# Élection présidentielle russe de 2018
 (février 2024).
L’élection présidentielle de 2018 est organisée en Russie le 18 mars 2018 pour en élire le président fédéral. Vladimir Poutine ayant réuni une majorité absolue des voix dès le premier tour, aucun second tour n'est organisé.
Le président sortant, Vladimir Poutine, se représente pour un deuxième mandat consécutif, quatrième mandat au total. Il est donné largement favori, régulièrement placé au-delà des 50 % dans les sondages publiés depuis la dernière élection présidentielle.
Avant le scrutin, Poutine neutralise les oppositions qui se lèvent contre lui. L'opposant Boris Nemtsov, qui s'apprêtait à publier un rapport intitulé « Poutine, La Guerre » est assassiné en 2015 devant le Kremlin. Aussi, Alexeï Navalny, principal opposant au président sortant, n'est pas autorisé à se présenter.
Face à sept autres candidats, Vladimir Poutine, soutenu par le parti libéral-conservateur Russie unie, est réélu dès le premier tour avec 76,7 % des voix exprimées. Il est suivi par le communiste nationaliste Pavel Groudinine (11,8 %) et par l’ultranationaliste de droite Vladimir Jirinovski (5,6 %). Le pouvoir a eu recours à des fraudes massives pour truquer le scrutin en faveur de Poutine. Celles-ci sont constatées par l'opposition russe, les médias indépendants et les observateurs internationaux.

## Contexte

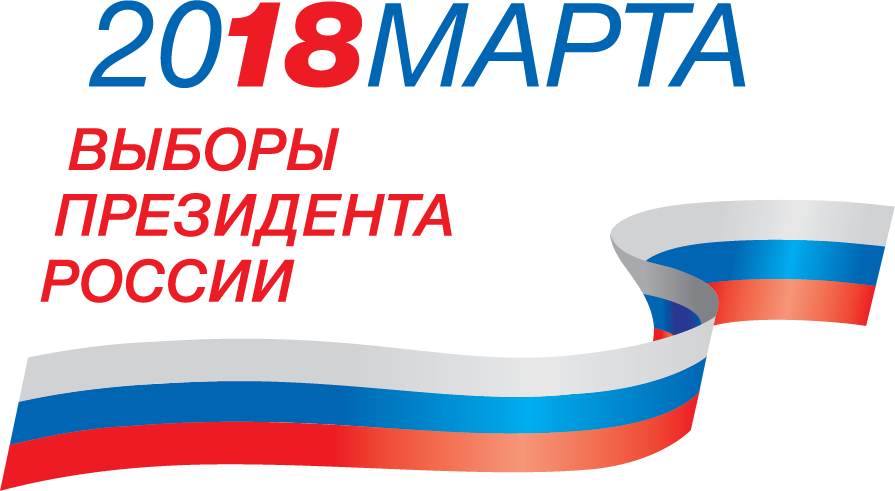
Logo de l'élection.

### Présidence autoritaire de Vladimir Poutine

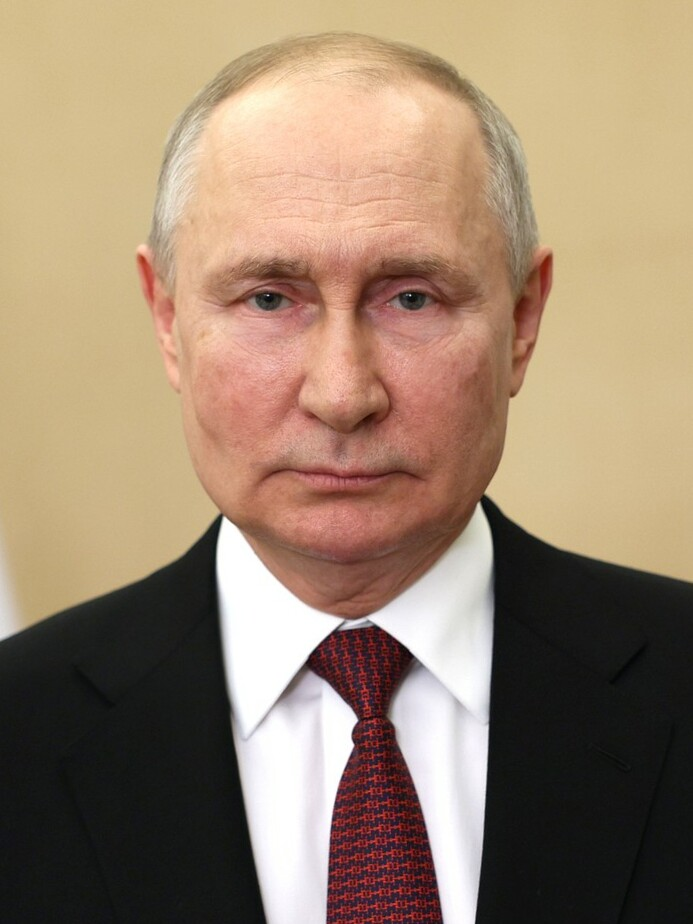
Vladimir Poutine

A la tête de la Russie depuis la démission de Boris Eltsine fin décembre 1999, Vladimir Poutine est élu en 2000 et 2004, avant de laisser temporairement sa place à Dmitri Medvedev lors de l'élection de 2008, puis d'être réélu en 2012 après avoir fait modifier la constitution de 1993 pour faire passer la durée du mandat présidentiel de quatre à six ans.
En plus de deux décennies au pouvoir, Vladimir Poutine met en place un régime autoritaire où l'opposition, les membres des ONGs et autres défenseurs des droits humains sont soumis à la censure et à une intense représsion, qui les voient couramment emprisonnés via une législation ayant multipliée les possibilités de mises en accusations des « indésirables ». Mené par le parti présidentiel Russie unie, le gourvernement entretient un multipartisme de façade via une opposition tolérée. La répression politique des véritables opposants, emprisonnés ou contraints à l'exil, lui permet ainsi de n'autoriser à concourir que des partis qui lui sont affiliés et dont les candidats « fantoche » ne mènent qu'une opposition de façade, voire servent de faire valoir via un discours communiste ou ultranationalisme permettant à Vladimir Poutine de se présenter comme un président modéré, sans alternative crédible ou raisonnable,,.
La popularité du président sortant ne faiblit pas, si bien que sa réélection ne semble être qu'une formalité à en croire les sondages et une partie de ses opposants. Un bon nombre de Russes voient en lui l'homme qui a pu ramener la Russie au devant de la scène internationale, mais aussi un gage de stabilité pour le présent et pour l'avenir, selon le politologue russe Dmitri Orechkine : « Quand on vote pour Vladimir Poutine, on vote pour le leader de la nation, pour le chef qui ne s’abaisse pas à évoquer des thèmes aussi mesquins que la question du faible revenu de la population. Poutine, c’est celui qui relève la Russie qui était à genoux, celui qui repousse les manigances des États-Unis et de l’Europe, celui qui rattache la Crimée - et ça n’est d’ailleurs pas innocent si l’élection a lieu le jour même du quatrième anniversaire du retour de la Crimée à la Russie. En réalité, il ne peut plus réaliser de nouveaux exploits, et donc l’idée est de conserver cette image de l’aigle qui vole très haut, qui a vaincu et convaincu le monde entier ».
Aussi, Poutine neutralise les oppositions qui se lèvent contre lui. Par exemple, l'opposant Boris Nemtsov, qui s'apprêtait à publier un rapport intitulé Poutine. La Guerre, est assassiné en 2015 devant le Kremlin. Aussi, Alexeï Navalny, principal opposant au président sortant, n'a pas été autorisé à se présenter à l'élection. Ce dernier a par ailleurs annoncé qu'il boycotterait ce qu'il ne considère pas comme étant « une vraie élection », où « il n'y aura que Poutine et les candidats qu'il a sélectionnés ». De manière générale, les oppositions ont appelé à boycotter le scrutin, ce qui fait du taux de participation le véritable enjeu du jour de l'élection.
En cas de réélection, ce deuxième mandat consécutif de Poutine devrait être le dernier, puisque la Constitution ne lui permet pas, en l'état, d'être élu trois fois de suite. En mars 2018, il annonce ne pas avoir l'intention de modifier la Constitution de sorte à pouvoir rester au pouvoir à l'issue de son éventuel prochain mandat.

### Contexte international

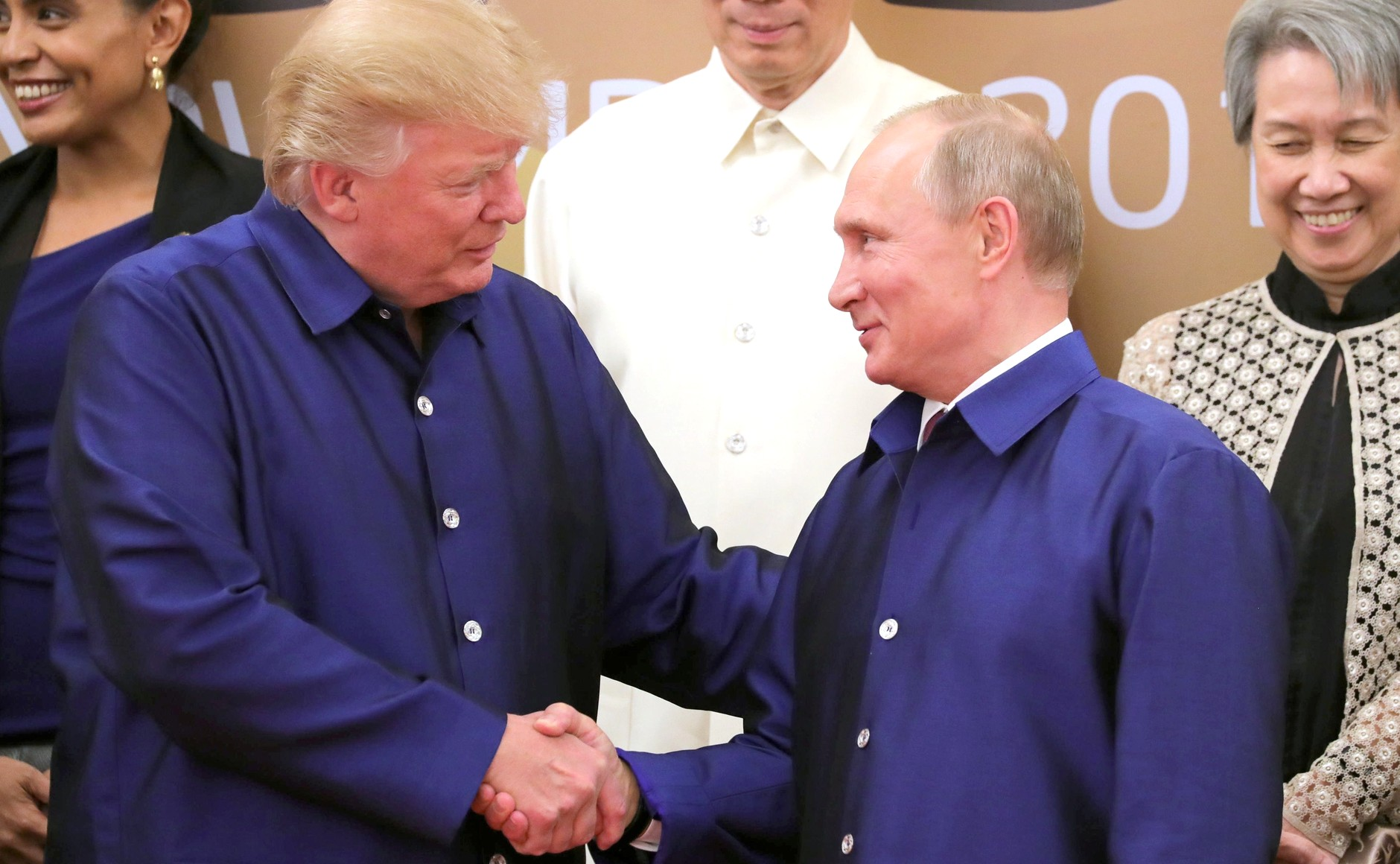
Vladimir Poutine et Donald Trump, en 2017.

Depuis la dernière élection présidentielle de 2012, qui a vu le retour de Vladimir Poutine à la tête de l'État, la Russie est au cœur de la scène internationale et voit ses relations avec d'autres puissances, notamment les États-Unis et l'Union européenne, se détériorer.
Le premier épisode de cette escalade est intervenu en 2014 lorsque le président ukrainien pro-russe Viktor Ianoukovytch a été destitué le 22 février 2014 à la suite de l'Euromaïdan. La Russie a considéré le nouveau président « illégitime » et, le 18 mars 2014, à la suite d’un référendum tenu le 16 mars, le gouvernement russe annonce que la république de Crimée (correspondant à l’ancienne république autonome de Crimée) et la ville de Sébastopol, anciennement ukrainiennes, deviennent deux nouveaux sujets de la fédération de Russie. Au niveau international, les États-Unis, l'Union européenne et d'autres pays s'opposent à la Russie, l'accusent de violer le droit international et la souveraineté de l'Ukraine. Par ailleurs, l'Assemblée générale de l'ONU a adopté le 27 mars 2014 une résolution non contraignante qui dénonce le référendum en Crimée et le rattachement de cette péninsule à la fédération de Russie.
Aussi, en décembre 2016, les États-Unis accusent le gouvernement russe d'ingérence dans l'élection présidentielle américaine de 2016 en donnant naissance à l'affaire du Russiagate et engagent à l'encontre de la Russie des représailles diplomatiques, les plus importantes depuis la guerre froide. D'une manière assez réciproque, la Russie dit disposer d’informations sur les tentatives de certains pays occidentaux de s’ingérer dans l'élection présidentielle. La porte-parole du ministère russe des Affaires étrangères Maria Zakharova a ainsi déclaré : « À la différence des accusations infondées portant sur les hackers russes tout-puissants et sur les soi-disant tentatives russes visant à influencer les élections dans d'autres pays, nous disposons d'informations confirmant les faits d'ingérence de certains pays occidentaux dans nos affaires intérieures dans le contexte de la campagne présidentielle actuelle ». Selon un rapport rédigé par Andreï Manoïlo, membre du conseil scientifique auprès du Conseil de sécurité russe, et intitulé « Invasion. L'ingérence des USA dans les élections russes pendant les campagnes présidentielles de 1996 à 2018 », l'objectif principal des États-Unis consiste à « délégitimer le processus électoral en Russie » en utilisant plusieurs moyens : les réseaux sociaux, le soutien aux leaders d'opposition comme Alexeï Navalny, le recours aux grands médias et la transformation des problèmes de la population liés au domaine social, à la santé et à l'enseignement en problèmes politico-idéologiques[réf. nécessaire].
De la même manière, la guerre civile en Syrie conduit à l'accroissement des tensions entre la Russie et les États-Unis, notamment car les deux pays ne partagent pas les mêmes objectifs dans ce conflit. Tandis que la Russie soutient farouchement le président Bachar el-Assad contre les combattants rebelles et ceux de l'organisation État islamique (EI), les États-Unis attaquent à la fois l'EI et les forces gouvernementales. En effet, par exemple, à la suite d'une attaque chimique perpétrée en avril 2017 et attribuée aux forces armées syriennes, ayant fait 86 morts dont une trentaine d'enfants, les États-Unis ont riposté en envoyant des missiles sur une base aérienne du régime syrien, ce que la Russie a qualifié d'« agression ». Plus récemment, le général Joseph Votel, commandant des forces américaines au Moyen-Orient (CENTCOM) a déclaré, le 27 février 2018, devant le Congrès des États-Unis que « Moscou joue à la fois le rôle de pyromane et celui de pompier, en attisant le conflit entre le régime syrien, les YPG et la Turquie, et affirmant ensuite jouer un rôle d'arbitre pour résoudre le conflit ».

### La situation socio-économique, thème privilégié de politique intérieure
L'escalade des tensions entre la Russie d'un côté, et les États-Unis et l'Union européenne de l'autre, ont conduit ces puissances à prendre des sanctions politiques, mais aussi économiques, entre elles. Depuis mars 2014, l'Union européenne impose progressivement à la Russie un ensemble de « mesures restrictives en réaction à l'annexion illégale de la Crimée et à la déstabilisation délibérée de l'Ukraine », ce qui a un impact sur leurs relations économiques. De plus, la Russie est depuis l'automne 2014 touchée par une importante chute du prix du pétrole, ce dernier élément étant le facteur dominant dans l’évolution de l’économie russe et de la valeur de sa monnaie (le marché russe étant d'une importance limitée pour l'UE).
La situation socio-économique de la Russie est le thème le plus mobilisé par les opposants à Vladimir Poutine dans le cadre de la campagne électorale. Par exemple Vladimir Ryzhrov, ancien député d’opposition et soutien de Grigori Iavlinski (candidat du parti libéral Iabloko) rappelle que « les revenus réels de la population sont en baisse pour la quatrième année consécutive. Depuis 2013, ils ont été diminués de 15 % et cela fait six ans qu’il n’y a pas de signe de croissance ». Il souligne également que « les problèmes sociaux s’accumulent dans le secteur de la santé et de l’éducation ». Aussi, Pavel Groudinine, candidat du Parti communiste et principal concurrent de Vladimir Poutine, laisse une place importante à l'économie dans son programme. Enfin, pour souligner l'importance des questions économiques dans cette campagne, il convient de souligner que la candidature de Boris Titov ne s'inscrit pas en opposition au président sortant. Titov considère lui-même que le but de sa participation à l'élection est uniquement de promouvoir son programme économique, intitulé « Stratégie de la Croissance », préparé par sa fondation, le « club Stolypine ».

### Changement de la date du scrutin
Le 3 mars 2017, les sénateurs Andreï Klichas et Anatoli Chirokov ont soumis à la Douma un projet d'amendements à la législation électorale. L'un des amendements prévoit le décalage de l'élection du deuxième au troisième dimanche de mars, c'est-à-dire du 11 au 18 mars 2018. En effet, selon l'article 5, paragraphe 7 de la loi fédérale no 19-FZ, « si le dimanche au cours duquel doit se tenir l'élection présidentielle coïncide avec le jour précédant un jour férié, ou si ce dimanche tombe la semaine incluant un jour férié ou si ce dimanche est déclaré comme jour ouvrable, l'élection est organisée le dimanche suivant ». La deuxième semaine de mars, le 8 mars, coïncide à la Journée internationale des femmes, jour férié en Russie. Le projet de loi est adopté par la Douma et le Conseil de la fédération sans délai en mai 2017, puis est promulgué par Vladimir Poutine le 1er juin 2017.
Le 15 décembre 2017, le Conseil de la fédération confirme que le 18 mars 2018 sera la date de l'élection présidentielle. Débute alors officiellement la campagne électorale ainsi que l'enregistrement des candidatures. La date retenue pour l'organisation du scrutin correspond au quatrième anniversaire de l'annexion de la Crimée par la Russie.

## Système électoral

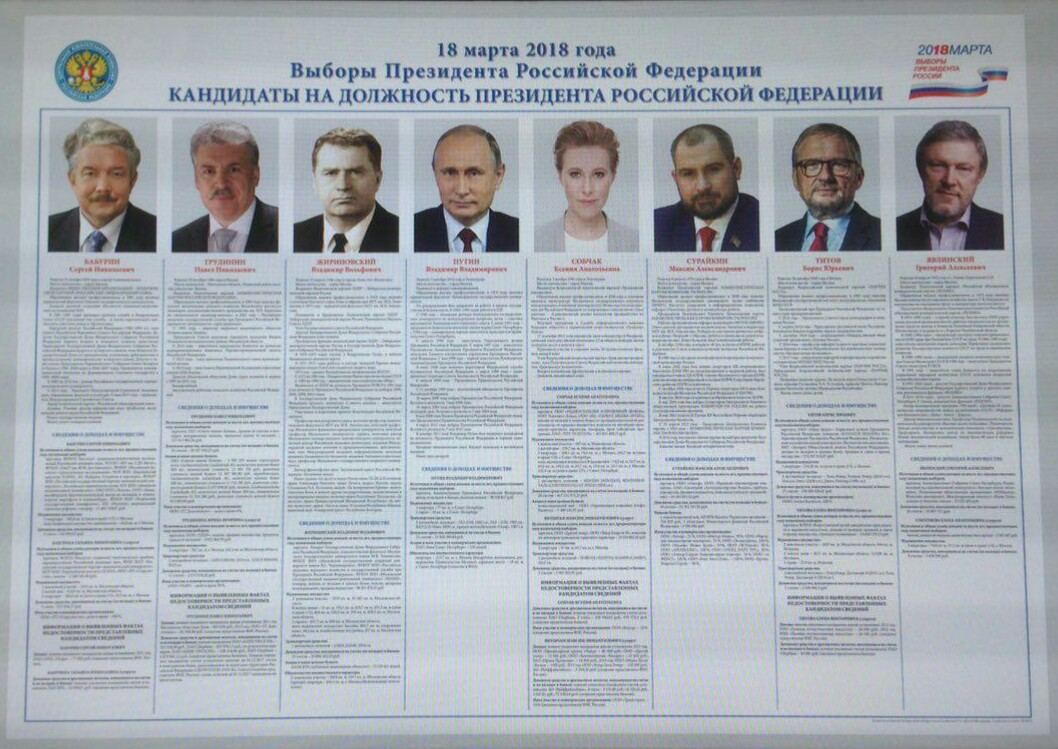
Affiche présentant les candidats dans un bureau de vote.

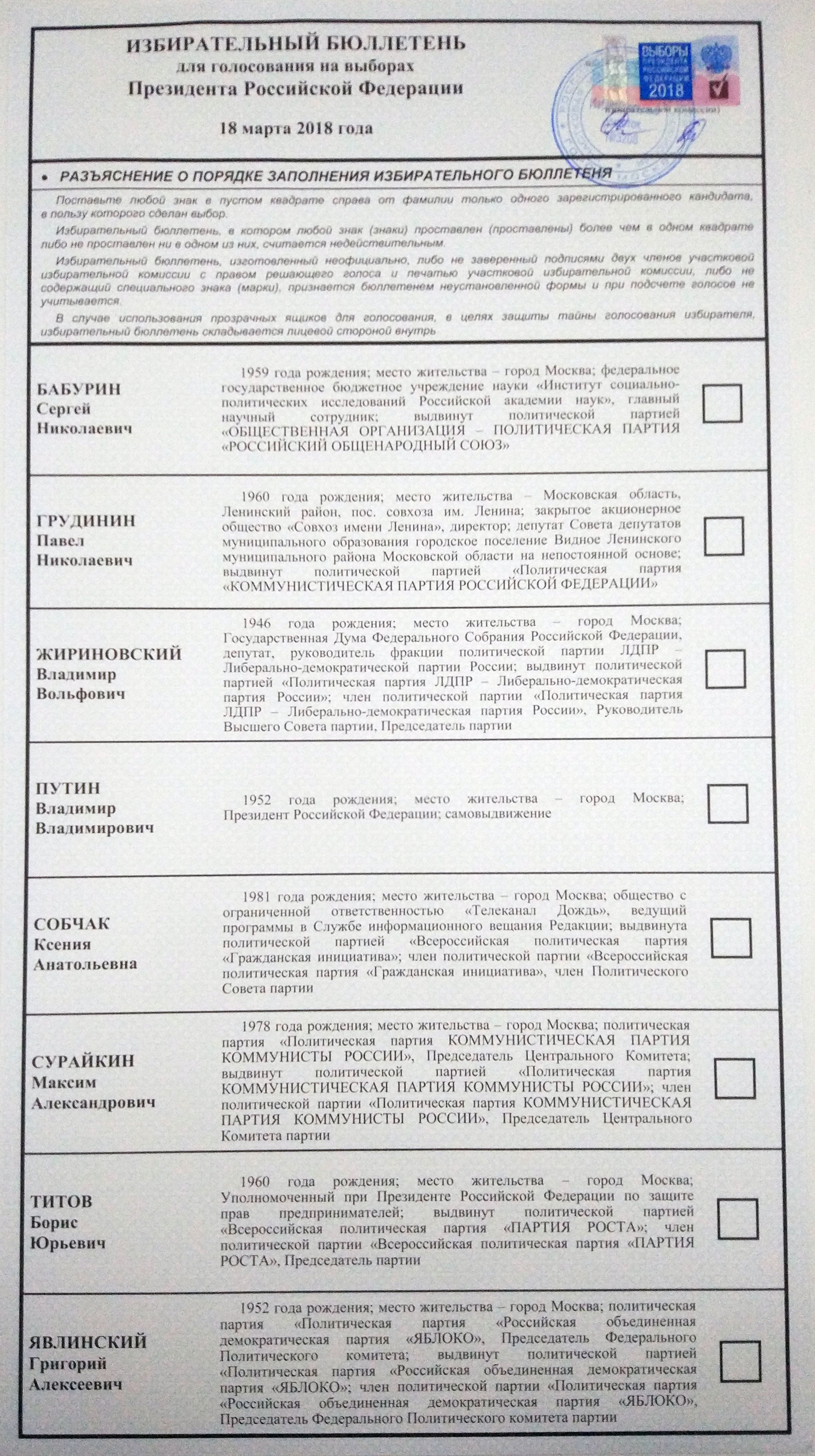
Bulletin de vote utilisé pour l'élection.

### Généralités
Le président de la fédération de Russie est élu au scrutin uninominal majoritaire à deux tours pour un mandat de six ans, contre quatre ans avant une réforme entreprise par le gouvernement de Dmitri Medvedev en 2008. Conformément à l'article 81 de la Constitution de la fédération de Russie, un candidat à la présidence doit être âgé d'au moins 35 ans et avoir résidé en permanence en Russie pendant les dix dernières années, et ne peut pas réaliser plus de deux mandats consécutifs.

### Sélection des candidats

#### Accès libre
Les partis politiques représentés à la Douma et/ou dans les organes législatifs d'au moins un tiers des sujets de la fédération peuvent désigner un candidat sans recueillir de signatures. Cela concerne, pour l'élection de 2018 :
- Russie unie, principal soutien de Vladimir Poutine, parti présidé par Dmitri Medvedev ;
- Le Parti communiste de la fédération de Russie, qui présente Pavel Groudinine ;
- Le Parti libéral-démocrate de Russie, qui présente Vladimir Jirinovski ;
- Russie juste, qui ne devait soutenir aucun candidat selon son président Sergueï Mironov[25], mais qui finalement apporte son soutien à Vladimir Poutine[25] ;
- Rodina, dont le président, Alexeï Jouravlev, annonce le 1er juillet 2017 que le parti soutient pleinement Vladimir Poutine[26] ;
- La Plateforme civique, qui soutient Vladimir Poutine, selon les déclarations de son dirigeant Rifat Chaïkhoutdinov[27].

Si le Parti communiste de la fédération de Russie et le Parti libéral-démocrate de Russie présentent bien respectivement et administrativement Pavel Groudinine et Vladimir Jirinovski, la candidature de Vladimir Poutine n'est officiellement portée par aucun parti.

#### Accès limité
Les individus qui appartiennent à un parti non-représenté à la Douma doivent recueillir 100 000 signatures pour pouvoir déposer leur candidature, tandis que ceux qui sont totalement indépendants doivent collecter au moins 300 000 signatures, dans la limite de 7 500 par sujet fédéral de la Russie[réf. souhaitée], et former un groupe de militants composé d'au moins 500 personnes.
Les documents d'enregistrement de la candidature doivent être soumis à la Commission électorale centrale de la fédération de Russie (CEC) au plus tôt quatre-vingt jours et au plus tard quarante-cinq jours avant la date du scrutin, soit au plus tard le 2 février 2018 à 18 heures.
De nombreux commentateurs politiques, dont l'ancienne candidate à l'élection présidentielle Irina Khakamada, évoquent la difficulté de rassembler des signatures sans le soutien d'un parti politique. Cependant, selon la présidente de la CEC Ella Pamfilova, les conditions d'accès aux candidats sont plus faciles que jamais car ils n'ont plus besoin de collecter 1 000 000 de signatures. Par conséquent, selon Pamfilova, il pourrait y avoir encore plus de candidats à cette élection qu'en 2000, lorsque onze candidats s'étaient présentés. En fin de compte, huit candidats concourent en 2018, soit trois de plus que lors de la dernière élection en 2012.

## Primaires
Trois primaires ont été organisées dans le cadre de l'élection présidentielle russe de 2018.

### Parti de la croissance
En juillet 2017, le Parti de la croissance annonce la tenue de primaires pour la nomination d'un candidat en vue de l'élection présidentielle de 2018. Quatre candidats participent aux primaires : Oksana Dmitriyeva, Dmitry Potapenko, Dmitry Marinichev et Alexander Huruji. Le vote est réalisé sur internet, d'août à novembre 2017.
Le 10 août 2017, le porte-parole du parti déclare aux médias que les résultats des primaires seraient pris en compte lors du congrès du parti qui doit se tenir pour décider du choix du candidat. Le 26 novembre, il est annoncé que le parti nommera Boris Titov, qui n'a pourtant pas participé aux primaires. Selon la direction du parti, aucun des candidats aux primaires n'a été en mesure d'obtenir un soutien suffisant pour représenter le parti.

### Front de gauche
Le Front de gauche, dirigé par Sergueï Oudaltsov ouvre, le 2 novembre 2017, des primaires en ligne dans le but de la désignation d'un candidat commun pour la gauche. Les primaires ont lieu en deux tours, du 2 au 23 novembre pour le premier tour et du 24 au 30 novembre pour le second tour.
Soixante-dix-sept candidats concourent dans le cadre du premier tour, parmi lesquels figurent des représentants de divers partis politiques et organisations de gauche, dont Pavel Groudinine, Iouri Boldyrev, Guennadi Ziouganov, Sergueï Mironov, Zakhar Prilepine, Jaurès Alferov, Sergueï Babourine ou encore Maxim Souraïkine.
Le second tour voit s'opposer Iouri Boldyrev et Pavel Groudinine. Ce dernier l'emporte avec 4 086 voix (58,4 %). Fin décembre 2017, Groudinine est officiellement désigné comme le candidat du Parti communiste de la fédération de Russie.
Plusieurs candidats malheureux de cette primaire décident de ne pas soutenir le vainqueur, notamment Sergueï Mironov qui apporte son soutien à Vladimir Poutine, ou encore Sergueï Babourine (qui se présente finalement sous les couleurs de l'Union nationale russe) et Maxim Souraïkine (qui se présente pour les Communistes de Russie)[réf. souhaitée].

### Troisième force
Le mouvement Troisième force organise des primaires entre les représentants de dix partis non-parlementaires pour nommer des candidats. Selon les organisateurs, les primaires doivent déterminer quatre candidats représentant des points de vue différents,. La présentation officielle des candidats a lieu le 30 octobre 2017 dont figurent parmi eux Andreï Bogdanov notamment.
Finalement, Troisième force ne parvient pas à déterminer un vainqueur clair et tous les candidats à l'exception d'Olga Onichtchenko déclarent qu'ils participeront aux élections. Toutefois, aucun ne parvient à enregistrer sa candidature,,.

## Candidats

### Candidatures retenues
Les candidats sont listés dans l'ordre dans lequel ils apparaissent sur le bulletin de vote, c'est-à-dire l'ordre alphabétique en russe.
| Candidat (nom et âge) et parti ou mouvement politique                 | Candidat (nom et âge) et parti ou mouvement politique | Candidat (nom et âge) et parti ou mouvement politique | Fonction(s) politique(s) | Logo                                        | Détails |
| --------------------------------------------------------------------- | ----------------------------------------------------- | ----------------------------------------------------- | --- | ------------------------------------------- | --- |
| Sergueï Babourine (59 ans) Union nationale russe                      | Sergueï Babourine.                                    |                                                       | Député au Congrès des députés du peuple de Russie (1990-1993) Député à la Douma (1994-2000, 2003-2007)                                                                                     | Logo de la campagne de Sergueï Babourine.   | Soutenue par un parti non-parlementaire, sa candidature est confirmée par la CEC le 7 février 2018 après avoir fait valider plus de 100 000 signatures,.                                                                                  |
| Pavel Groudinine (57 ans) Parti communiste de la fédération de Russie | Pavel Groudinine.                                     |                                                       | Député à la Douma de l'Oblast de Moscou (1997-2011) | Logo de la campagne de Pavel Groudinine.    | Portée par un parti parlementaire, sa candidature est officiellement enregistrée le 12 janvier 2018,. |
| Vladimir Jirinovski (71 ans) Parti libéral-démocrate de Russie        | Vladimir Jirinovski.                                  |                                                       | Député à la Douma (depuis 1993) Dirigeant du Parti libéral-démocrate de Russie (depuis 1991)                                                                                               | Logo de la campagne de Vladimir Jirinovski. | Portée par un parti parlementaire, sa candidature est officiellement enregistrée le 29 décembre 2017. |
| Vladimir Poutine (65 ans) Russie unie                                 | Vladimir Poutine.                                     |                                                       | Président de la fédération de Russie (1999-2008 et depuis 2012) Président du gouvernement russe (1999-2000 et 2008-2012) Président de Russie unie (2008-2012) Directeur du FSB (1998-1999) | Logo de la campagne de Vladimir Poutine.    | Administrativement indépendant, il est le candidat de Russie unie et est soutenu par plusieurs autres partis parlementaires. Sa candidature est confirmée par la CEC le 6 février 2018 après la validation de plus de 300 000 signatures. |
| Ksenia Sobtchak (36 ans) Initiative civile                            | Ksenia Sobtchak.                                      |                                                       | Aucune | Logo de la campagne de Ksenia Sobtchak.     | Soutenue par un parti non-parlementaire, sa candidature est confirmée par la CEC le 8 février 2018 après avoir fait valider plus de 100 000 signatures.                                                                                   |
| Maxim Souraïkine (39 ans) Communistes de Russie                       | Maxim Souraïkine.                                     |                                                       | Président du Comité central des Communistes de Russie (depuis 2012) | Logo de la campagne de Maxim Souraïkine.    | Soutenue par un parti non-parlementaire, sa candidature est confirmée par la CEC le 8 février 2018 après avoir fait valider plus de 100 000 signatures.                                                                                   |
| Boris Titov (57 ans) Parti de la croissance                           | Boris Titov.                                          |                                                       | Président du Parti de la croissance (depuis 2016) | Logo de la campagne de Boris Titov.         | Soutenue par un parti non-parlementaire, sa candidature est confirmée par la CEC le 7 février 2018 après avoir fait valider plus de 100 000 signatures.                                                                                   |
| Grigori Iavlinski (65 ans) Iabloko                                    | Grigori Iavlinski                                     |                                                       | Président de Iabloko (1993-2008) Député à la Douma (1993-2003) Député à l'Assemblée législative de Saint-Pétersbourg (2011-2016)                                                           | Logo de la campagne de Grigori Iavlinski.   | Soutenue par un parti non-parlementaire, sa candidature est confirmée par la CEC le 7 février 2018 après avoir fait valider plus de 100 000 signatures.                                                                                   |

### Candidature rejetée

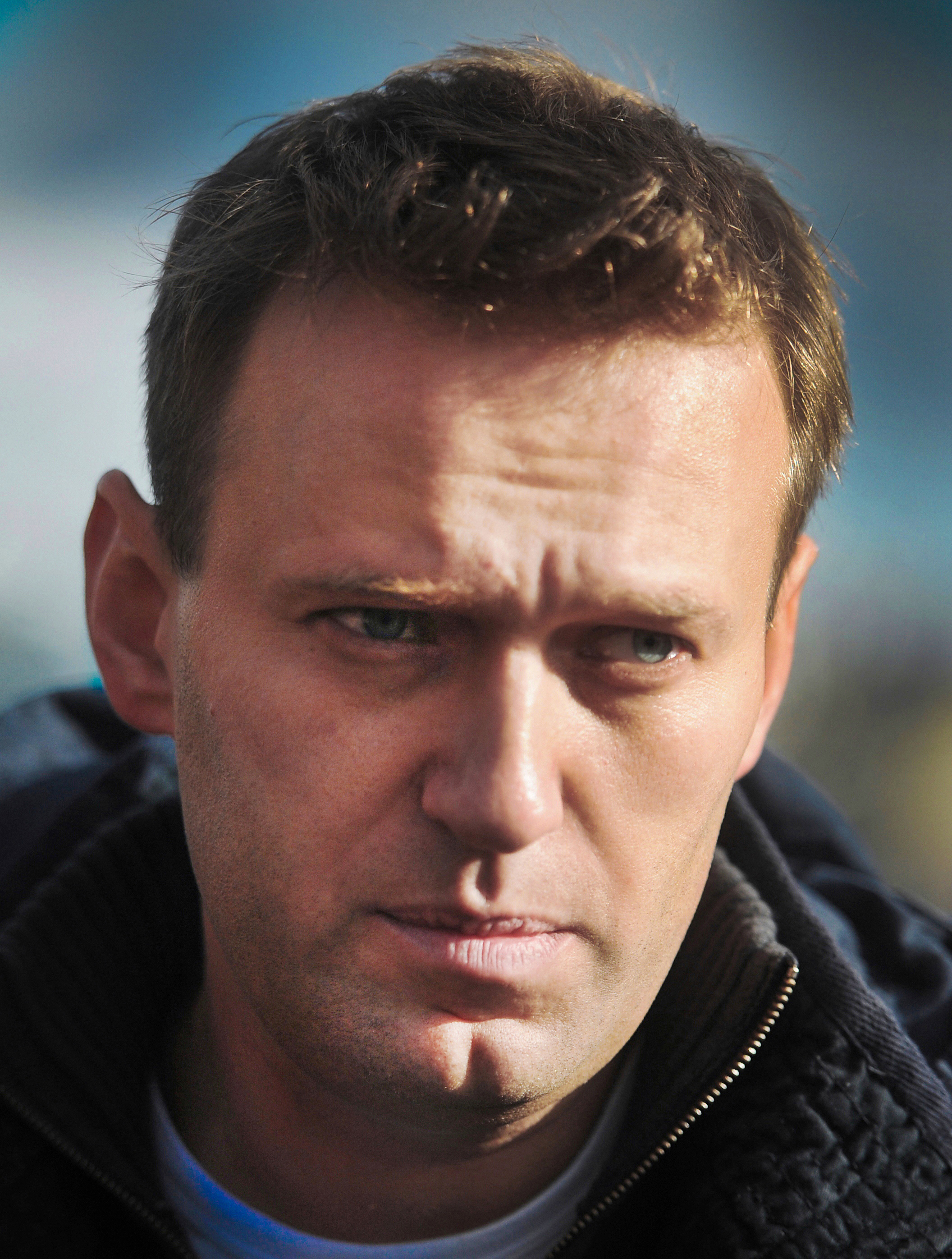
Alexeï Navalny, avocat et militant politique.

Logo de la campagne d'Alexeï Navalny.

Alexeï Navalny, avocat, figure de l'opposition russe et blogueur anti-corruption, annonce son intention de se présenter à la présidence le 13 décembre 2016. Au début de l'année 2017, il se rend dans différentes villes de Russie pour ouvrir des bureaux de campagne et rencontrer ses partisans, malgré son implication dans des affaires judiciaires en cours qui pourraient l'empêcher de se présenter. Comme l'indique l'ancien conseiller de l'administration du président de Russie Gleb Pavlovsky, la campagne à l'américaine de Navalny est sans précédent dans la Russie moderne car la plupart des candidats ne commence à faire campagne que quelques mois, voire quelques semaines, avant l'élection.
L'axe principal de la campagne de Navalny est la lutte contre la corruption au sein du gouvernement actuel, dirigé par Vladimir Poutine et le président du gouvernement Dmitri Medvedev. Le 2 mars 2017, Navalny publie un documentaire sur YouTube intitulé Ne l'appelez pas Dimon, détaillant la corruption de Medvedev. Il a ensuite appelé à des rassemblements de masse le 26 mars pour attirer l'attention sur cette situation après que le gouvernement n'a pas répondu au documentaire. Plus de 100 000 personnes auraient participé à ces rassemblements dans tout le pays, faisant de cet événement la plus grande manifestation organisée en Russie depuis les manifestations de 2011. Une nouvelle manifestation est organisée le 12 juin 2017 au cours de laquelle Navalny et plus d’un millier de ses partisans sont interpellés partout dans le pays.
Sur son site internet, Navalny énumère les grands axes de son programme présidentiel : combattre la corruption gouvernementale, améliorer les infrastructures et le niveau de vie en Russie, engager une décentralisation, ou encore réformer le système judiciaire. Ses propositions économiques comprennent aussi l'instauration d'un salaire minimum, la réduction de la bureaucratie, la gratuité des soins et de l'éducation, la réduction des impôts pour de nombreux citoyens, la décentralisation de la gestion financière et de la gouvernance locale, une transparence accrue dans les entreprises d'État, la mise en place de visas de travail pour les migrants d'Asie centrale entrant dans le pays pour travailler ou encore le renforcement de la coopération économique avec les États d'Europe occidentale.
En avril 2017, il est révélé que l'équipe de campagne de Navalny a récolté plus de 300 000 promesses de signatures par des personnes issues de quarante régions de Russie, et cela par voie électronique. Plus de 75 000 personnes se sont portées volontaires pour participer à sa campagne et près de 700 000 dollars ont été récoltés. Toutefois, l'admissibilité de sa candidature est remise en cause, du fait de sa condamnation à cinq ans de prison avec sursis pour détournement de fonds, au moment où Navalny travaillait comme assistant du gouverneur Nikita Belykh de l'oblast de Kirov. La Cour suprême russe a annulé sa condamnation en novembre 2016 après que la Cour européenne des droits de l'homme a déterminé que les droits de Navalny avaient été violés. La Cour suprême russe le renvoie devant un tribunal de district de Kirov pour révision et celui-ci, en février 2017, confirme la condamnation avec sursis de Navalny.
La Constitution de la Russie ne permet pas aux criminels condamnés de se présenter aux élections et de ce fait, la candidature de Navalny devrait être jugée irrecevable. Navalny a promis de faire appel de sa condamnation à la CEDH et a déclaré qu'il continuerait sa campagne, alors qu'au début du mois de mai, la CEC a déclaré qu'il ne serait pas autorisé à se présenter à moins que la condamnation ne soit annulée.
En août, la présidente de la CEC, Ella Pamfilova, a renforcé ce sentiment en déclarant qu'il serait « miraculeux » pour Navalny d'obtenir l'autorisation de se présenter. Elle a cité deux scénarios dans lesquels Navalny pourrait se présenter : si sa condamnation était annulée, ou si la loi électorale fédérale était modifiée d'urgence pour permettre aux personnes ayant des condamnations criminelles de se présenter. Panfilova a également précisé que Navalny pourrait légalement se présenter à la présidence d'ici « quelque temps, en 2028 ».
Pour avoir organisé un rassemblement non autorisé à Nijni Novgorod, des membres de l'équipe de campagne de Navalny sont arrêtés par la police, dont son chef de cabinet, Leonid Volkov, condamné à 30 jours de prison.
Navalny publie son manifeste électoral le 13 décembre 2017, deux jours avant le début officiel de la campagne. Il présente officiellement ses documents pour s'enregistrer en tant que candidat le 24 décembre mais la CEC rejette sa candidature le lendemain en invoquant sa condamnation. Le même jour, Navalny appelle ses partisans à boycotter l'élection et à manifester le 28 janvier 2018.
Au cours de la manifestation organisée le 28 janvier à Moscou, rassemblant 4 000 personnes selon les estimations de l’AFP (environ 1 000 selon un communiqué de la police), Navalny est arrêté par une dizaine de policiers. Le même jour, des milliers de manifestants se sont réunis dans près de 118 villes de province, dont Nijni Novgorod, Tcheboksary, Tomsk ou encore à Iakoutsk. Selon l'ONG russe OVD-Info, au moins 180 militants ont été arrêtés dans tout le pays au cours de ces manifestations.

## Campagne

### Sergueï Babourine

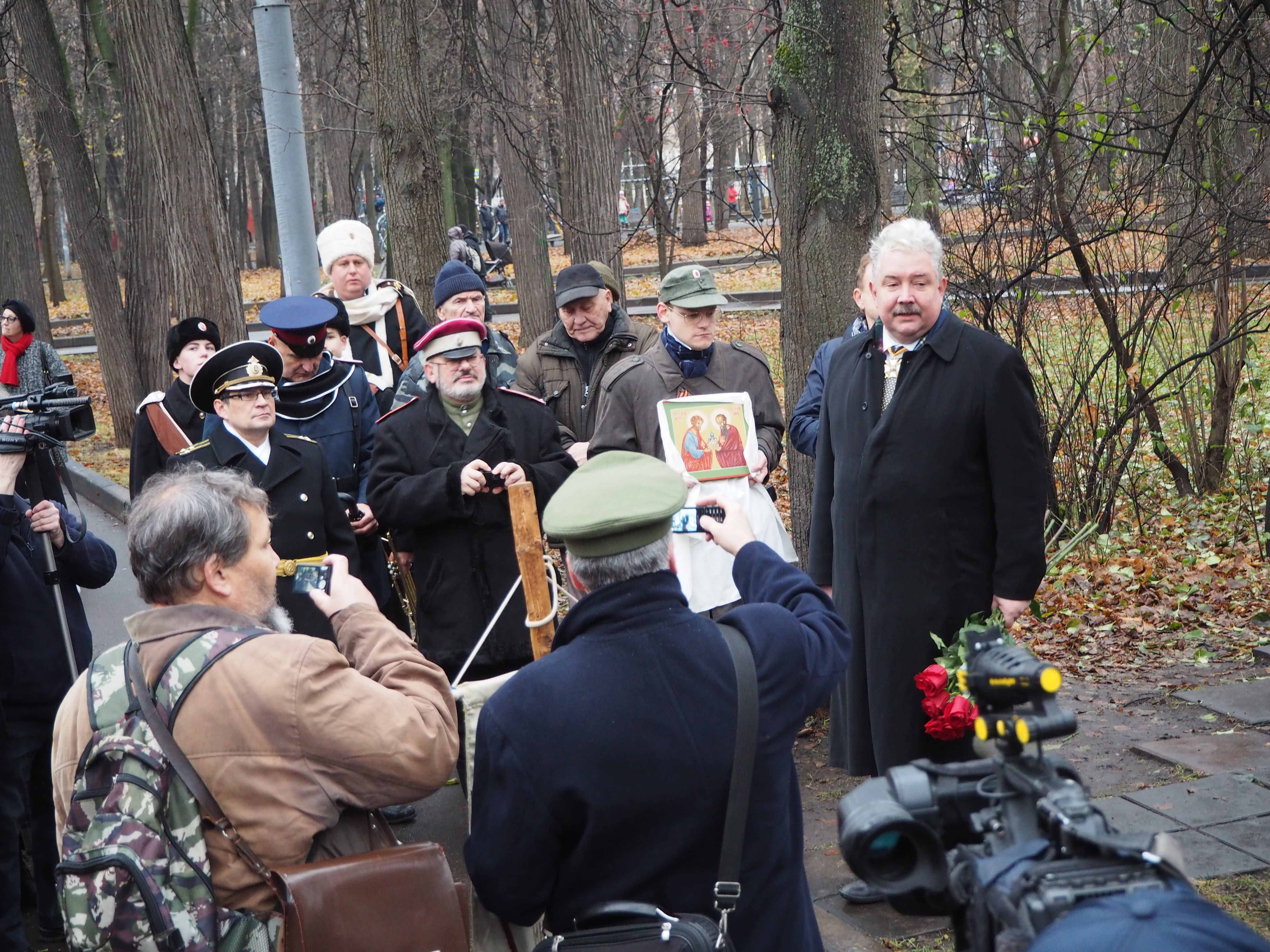
Sergueï Babourine, lors d'une commémoration de la Première Guerre mondiale le 11 novembre 2017.

Sergueï Babourine, 59 ans, se définit lui-même comme l'« intrus » de cette élection. Les Russes le connaissent principalement comme étant l'un des sept seuls députés à s'être opposés à la dissolution de l'URSS en 1991. Il annonce sa volonté d'être candidat à l'élection présidentielle russe le 4 octobre 2017 lors d'une conférence de presse du Présidium du Conseil central de son parti, l'Union nationale russe. En novembre 2017, il est l'un des soixante-dix-sept candidats à la primaire organisée par le Front de gauche, mais échoue dès le premier tour en obtenant que 138 voix.
Le 22 décembre 2017, son parti, l'Union nationale russe, le désigne officiellement comme candidat à la présidence. Le 24 décembre, ce dernier dépose ses documents d'enregistrement auprès de la CEC mais celle-ci rejette la demande car elle identifie des erreurs,. Sergueï Babourine soumet à nouveau ses documents et voit son enregistrement approuvé. L'Union nationale russe débute la collecte de signatures le 9 janvier 2018, dans cinquante-six sujets de la fédération et, le 30 janvier, Babourine dépose environ 128 000 signatures auprès de la CEC. 3,28 % d'entre elles sont invalidées mais cela n'empêche pas la validation de sa candidature le 7 février 2018.
Plus précisément, dans son programme électoral, Sergueï Babourine promet en premier lieu la démission du gouvernement de Dmitri Medvedev pour la formation d'un nouveau gouvernement, plus autoritaire. Aussi, il souhaite une réforme constitutionnelle pour modifier le système politique actuel, développer toutes les institutions, améliorer le système judiciaire et l'organisation des élections, et tout cela en « tenant compte des traditions historiques et des caractéristiques nationales de la Russie ».
Sergueï Babourine prône une intervention plus poussée de l'État, dans de nombreux domaines. En matière économique, il souhaite notamment le développement de politiques protectionnistes et l'adoption d'un ensemble de lois qui permettra de surmonter la dépendance du pays au commerce du pétrole. Il promet également le développement des petites et moyennes entreprises, notamment dans les domaines de la production et des services.
Il demande également le retour de la santé et de l'éducation comme politiques prioritaires de l'État. Pour cela, il souhaite revenir au système d'éducation soviétique, supprimer l'examen d'État unifié ou encore développer l'enseignement professionnel. Aussi, il défend une augmentation des fonds alloués à la santé, l'introduction d'une réglementation de l'État concernant le prix des médicaments pour les plus pauvres et les retraités et souhaite enfin que l'État soit actif concernant la législative relative à l'alcool et le tabac.
Sa politique sociale en faveur des plus démunis se traduit également par des propositions comme l'augmentation immédiate et significative du salaire minimum, une revalorisation des pensions et un financement minimal dans plusieurs secteurs d'intervention de l'État, notamment la culture, la science ou encore l'éducation et la santé. Il propose également plusieurs mesures concernant le logement, notamment en proposant la limitation des loyers.
En matière culturelle, Sergueï Babourine prône la renaissance ou le développement des langues et cultures des « peuples frères de la Russie », sur la base des valeurs spirituelles communes, et souhaite un renforcement du soutien de l'État en faveur de l'art, professionnel comme amateur, et des institutions culturelles de tous les niveaux. Enfin, il souhaite développer la restauration des objets et monuments du patrimoine culturel russe.
Ses propositions concernant l'immigration sont aussi nombreuses. Pour lutter contre l'immigration illégale, il souhaite mieux équiper les frontières extérieures du pays et limiter, voire interdire, la main-d'œuvre étrangère non qualifiée dans certains domaines, afin de lutter contre la saturation du marché du travail national. Il demande également l'introduction d'une responsabilité pénale des employeurs qui embauchent des migrants illégaux.
Enfin, concernant la politique étrangère, il souhaite le renforcement de la position géopolitique de la Russie sur le continent eurasien afin de promouvoir le développement de la Crimée en tant que territoire russe légitime. Il prône un renforcement du rôle de la Russie dans le cadre l'Union de la Russie et de la Biélorussie, de l'Union économique eurasiatique, de l'Organisation de coopération de Shanghai et des BRICS.

### Pavel Groudinine
Malgré le fait que le dirigeant du Parti communiste de la fédération de Russie, Guennadi Ziouganov, a déclaré que sa candidature était soutenue par toutes les forces de gauche et qu'il participerait à l'élection au nom du parti, Pavel Groudinine (député de la Douma de 1997 à 2011) remporte la primaire organisée par le Front de gauche, une coalition de partis de gauche sans représentation à la Douma. Le 21 décembre 2017, Ziouganov propose le soutien du Parti communiste à Groudinine, qui accepte,, et ce soutien est confirmé deux jours plus tard par un vote organisé lors du congrès du Parti communiste (314 pour, 11 contre). Guennadi Ziouganov est nommé porte-parole de sa campagne.
Pavel Groudinine, 58 ans, dépose sa candidature auprès de la CEC le 28 décembre 2017 et le 9 janvier 2018. Soutenu par un parti parlementaire, il n'a pas besoin de récolter de signatures et voit sa candidature enregistrée le 12 janvier 2018.
Toutefois, certains politiciens russes de gauche perçoivent négativement la nomination de Groudinine comme candidat à la présidence du parti communiste. Les principales raisons de la critique sont que Groudinine est un homme d'affaires (il est propriétaire d'une florissante entreprise agroalimentaire, ancien Sovkhoze Lénine, ce qui lui vaut par ailleurs le surnom de « roi de la fraise »), qu'il est représentatif de la « classe bourgeoise » contre laquelle le communisme s'oppose idéologiquement et qu'il était auparavant membre de Russie unie.
Commentant la nomination de Pavel Groudinine, le dirigeant des Communistes de Russie Maxim Souraïkine, qui est également candidat à l'élection, a déclaré : « Groudinine, selon sa déclaration, avait des revenus de 752 millions de roubles en 2015. Pouvez-vous imaginer combien il a d'argent ? De plus, il est le propriétaire d'une ferme, qui en elle-même vaut plusieurs milliards de roubles. C'est un vrai milliardaire. Un gars très riche. Mais je comprendrais s'il donnait ses revenus au parti, à la cause communiste. Il y a des gens décents qui gagnent beaucoup. Mais il a été membre de Russie unie. Si une personne gagne des milliards, si la personne était dans le parti au pouvoir et puis soudainement change pour rejoindre les communistes, pour le moins, c'est étrange. Pour un tel homme, la question se pose immédiatement. Par conséquent, il est clair qu'une grande partie de l'électorat potentiel ne soutiendrait pas un tel candidat ».
Aussi, Pavel Groudinine est critiqué pour l'existence de comptes à l'étranger qu'il n'aurait pas précisé lors de la soumission de ses documents à la CEC, à savoir cinq comptes dans une banque autrichienne, dont l'un contiendrait 14 390 000 roubles, et des titres pour une valeur totale de 7,5 milliards de roubles. Cependant, lors de la demande d'enregistrement en tant que candidat, l'intéressé a souligné que ces comptes ont déjà été fermés,.

### Vladimir Jirinovski
Âgé de 71 ans, Vladimir Jirinovski se présente à la présidence pour la cinquième fois depuis l'éclatement de l'Union soviétique (et sixième fois au total). Il est la personne la plus âgée à se présenter à la présidence de la Russie.
Dès juin 2015, il déclare prévoir de participer à l'élection présidentielle de 2018 mais en juillet de la même année, il indique que le Parti libéral-démocrate de Russie va « peut-être choisir une personne plus efficace »,. Le 28 octobre 2016, le site officiel du parti publie une déclaration annonçant que le parti le désigne comme candidat à la présidence,. Jirinovski est officiellement nommé par son parti lors de son 31e congrès le 20 décembre 2017. Il soumet l'enregistrement de sa candidature à la CEC le lendemain et le 27 décembre,. Sa candidature est officiellement confirmée le 29 décembre 2017.
Le 24 novembre 2017, le Parti libéral-démocrate publie le programme de son candidat, intitulé « 100 étapes : il est temps de faire un bond en avant ! ». Idéologiquement, Jirinovski est un ardent critique de la structure moderne de l'État russe. En particulier, il critique la structure fédérale de la Russie. Selon lui, la Russie devrait être un pays unitaire composé de 40 gouvernorats. Il propose par ailleurs de réduire le nombre de membres de la Douma de 450 à 200 et d'abolir le Conseil de la fédération,. Aussi, il s'oppose aux mots étrangers dans la langue russe. En matière de politique étrangère, Vladimir Jirinovski souhaite une politique agressive tout en normalisant les relations avec l'Occident, notamment les États-Unis. Plus particulièrement, il souhaite que la Russie retrouve les frontières qui étaient siennes en 1985. Selon lui, cela pourra se faire à travers des référendums organisés dans les anciennes républiques soviétiques. Aussi, il prône le rattachement à la Russie de l'Alaska, vendue aux États-Unis au XIXe siècle.

### Vladimir Poutine

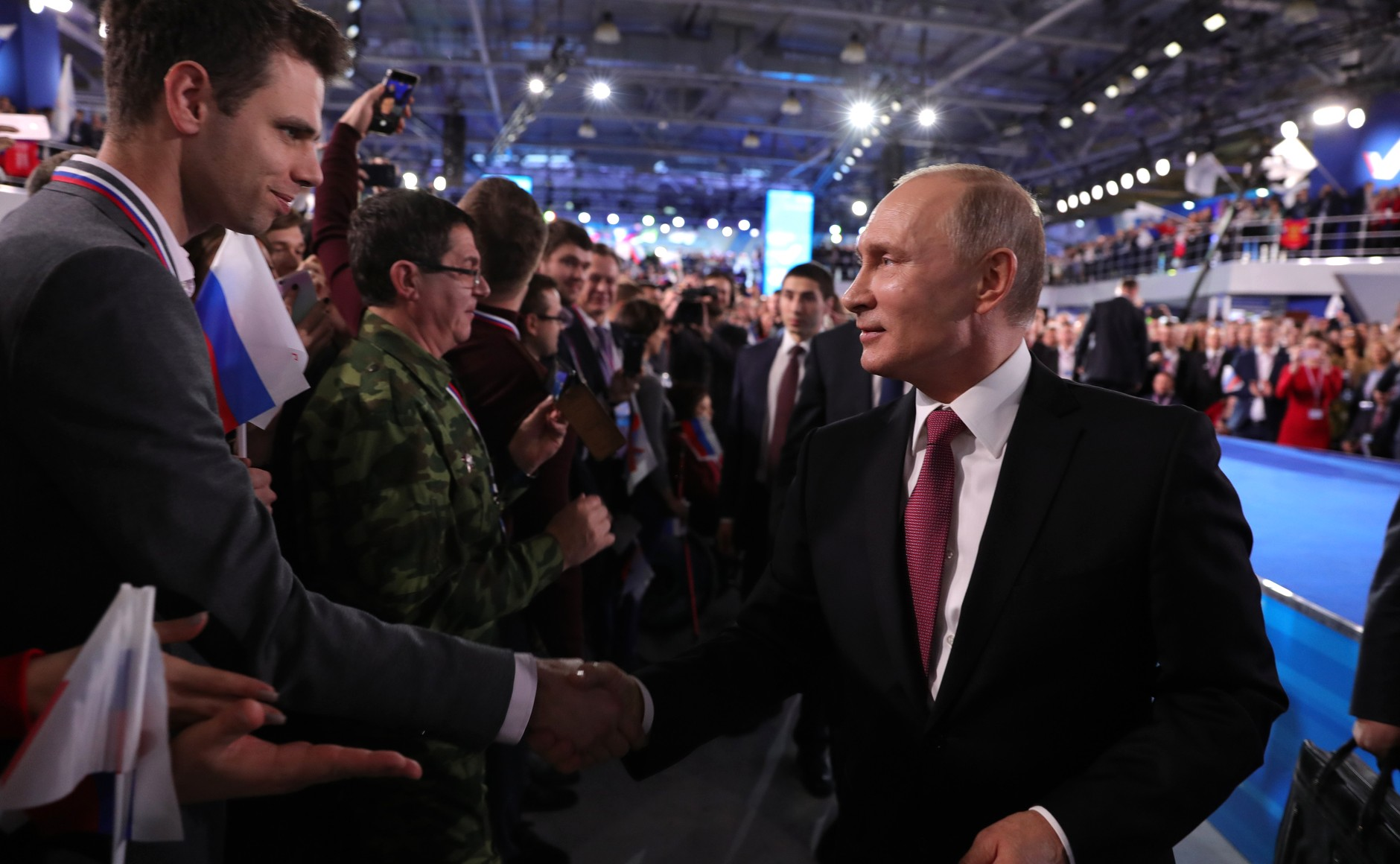
Vladimir Poutine lors d'un meeting organisé par le Front populaire panrusse, coalition qu'il préside, le 19 décembre 2017.

Vladimir Poutine, âgé de 65 ans, est le président sortant. La Constitution de la fédération de Russie lui permet de se présenter pour un deuxième mandat de suite, quatrième au total.
Jusqu’en décembre 2017, certaines analystes politiques pensaient que Poutine n’allait pas se présenter. Dmitri Medvedev, président du gouvernement et ancien président de la fédération de Russie (2008-2012), et Alexeï Dioumine, gouverneur de l’oblast de Toula, étaient fréquemment présentés comme de possibles successeurs de Poutine. D’autres analystes pensaient que Poutine participerait bien à cette élection mais annoncerait sa candidature le plus tardivement possible afin de mener une courte campagne électorale.
Le 6 décembre 2017, parlant aux ouvriers d'une usine automobile de GAZ, Vladimir Poutine annonce qu'il se présente pour un second mandat consécutif. Il précise, le 14 décembre, qu'il se présente en tant qu'indépendant. Le 26 décembre, il rassemble son comité de soutien, composé de 668 personnes dont l'ancien ministre de l'Économie Aleksandr Chokhine, le joueur de hockey Aleksandr Karelin, le recteur de l'université d'État de Moscou Viktor Sadovnitchi, le sénateur et secrétaire général de Russie unie Andreï Tourchak ou encore Sergueï Mironov, le président de Russie juste,,. Il dépose ses documents d'enregistrement auprès de la CEC le 27 décembre et ceux-ci sont approuvés le lendemain. Le 22 janvier, son équipe de campagne annonce avoir recueilli 1 611 123 signatures, soit plus de cinq fois le seuil réglementaire pour les candidats indépendants (300 000). Le 6 février, sa candidature est confirmée par la CEC après avoir validé la quasi-totalité des signatures récoltées (seules 232 ont été écartées).
Enregistré comme indépendant mais de facto candidat de Russie unie, Vladimir Poutine bénéficie du soutien de plusieurs autres partis politiques dont notamment : Russie juste, Rodina, les Patriotes de Russie, Pouvoir civil, la Plateforme civique, Les Verts, le Parti de la grande patrie (en), le Parti russe des retraités pour la justice sociale ou encore le Parti travailliste.
Le président sortant bénéficie également de l'appui d'un mouvement, PutinTeam (en), créé par le joueur de hockey Aleksandr Ovetchkine et composé de personnalités russes comme le cosmonaute Sergueï Krikaliov, la pop-star Nyusha, le ténor Nikolaï Baskov, l'artiste Polina Gagarina, l'acteur Andreï Merzlikine, le volleyeur Sergey Tetyukhin, l'athlète Yelena Isinbayeva, le patineur artistique Evgeni Plushenko, ou encore les hockeyeurs Ievgueni Malkine, Pavel Boure et Ilia Kovaltchouk.
Le 10 janvier 2018, Poutine dévoile lui-même les responsables de son équipe de campagne, à savoir le patron de KamAZ, Sergueï Kirienko, la responsable du centre Sirius consacré aux enfants surdoués, Yelena Shmelyova, et le patron du Centre national de recherche médicale pour l'oncologie pédiatrique, Alexander Rumyantsev. Poutine s'entoure également d'Andreï Yarin et du journaliste Andreï Kondrashov, qui devient son responsable des relations avec la presse,.
Vladimir Poutine présente ses « réalisations et perspectives d'avenir », c'est-à-dire son bilan ainsi que son programme électoral, le 1er mars 2018 lors de son traditionnel discours annuel au Parlement. Au cours de son allocution, plusieurs sujets internationaux et intérieurs ont été soulevés. Dans un premier temps, le président sortant s'est exprimé sur la situation socio-économique du pays, reconnaissant que la situation d'un bon nombre de ses concitoyens s'est dégradée au cours des dernières années, notamment celle des plus démunis. Poutine s'est fixé comme objectifs de réussir à ce que la durée de vie moyenne soit de 80 ans et de réduire de moitié le nombre de personnes vivant sous le seuil de pauvreté d'ici à 2024 (soit la fin du mandat). Évoquant la situation économique du pays, Poutine a déclaré : « Notre économie a fait preuve de sa stabilité, et la stabilité de la situation macroéconomique donne lieu à de nouvelles possibilités pour une percée de la croissance, pour un développement à long terme ». Il a également émis le souhait que le prochain gouvernement et la Banque centrale présentent rapidement un plan de stimulation d'investissement dans l'économie pour « assurer une hausse des investissements allant jusqu'à 25-27 % du PIB afin de maintenir une croissance économique stable ». Il a également précisé que la Russie entend exporter plus de produits alimentaires sur les marchés internationaux que ceux qu’elle importe. Aussi, Poutine a proposé de « créer les conditions les plus commodes, les plus attirantes, pour que la jeunesse talentueuse des autres pays vienne faire ses études » en Russie. Enfin, Poutine a précisé que la circulation sur le pont de Crimée sera ouverte dans quelques mois et qu'une liaison ferroviaire sera assurée dans l'année à venir, « ce qui donnera un coup de pouce au développement de la péninsule ».
La seconde partie du discours s'est portée sur les questions relatives à la défense. Poutine a annoncé que la Russie a comblé tous les « trous » apparus après l’effondrement de l’URSS dans le système de protection radar de ses frontières et qu'un renforcement des infrastructures scientifiques, militaires, de transport et de navigation s'est réalisé en Arctique, « région stratégiquement importante ». Aussi, le président sortant a présenté les nouvelles armes mises à disposition de l'armée russe et s'est félicité des succès technologiques du secteur militaro-industriel. Il a évoqué la création d'un drone sous-marin mais pas uniquement : « L’une de ces innovations, c’est ce missile de croisière doté d’une charge explosive nucléaire, avec un rayon d'action pratiquement illimité. Ce missile est quasiment impossible à détecter et il est invincible face à tous les systèmes existants et futurs de défense anti-aérienne ». Poutine a indiqué que ces efforts militaires sont réalisés pour protéger le pays d’éventuelles menaces : « J'espère que tout ce qui a été dit aujourd'hui dissuadera tout éventuel agresseur. Ces démarches inamicales envers la Russie, telles que le déploiement d'un système de défense antimissile, le rapprochement des infrastructures de l'OTAN à nos frontières et d'autres, deviennent inefficaces du point de vue militaire, injustement coûteuses financièrement et, finalement, simplement dépourvues de sens pour ceux qui les initient et les mettent en place ». Il a enfin appelé à la fin de l'escalade des tensions avec les autres puissances mondiales : « La Russie aspire à la coopération avec les États-Unis et l'Europe, même si leurs positions ne coïncident pas. Nous restons partenaires malgré tout, des partenaires qui relèvent ensemble les défis mondiaux les plus complexes ».

### Ksenia Sobtchak

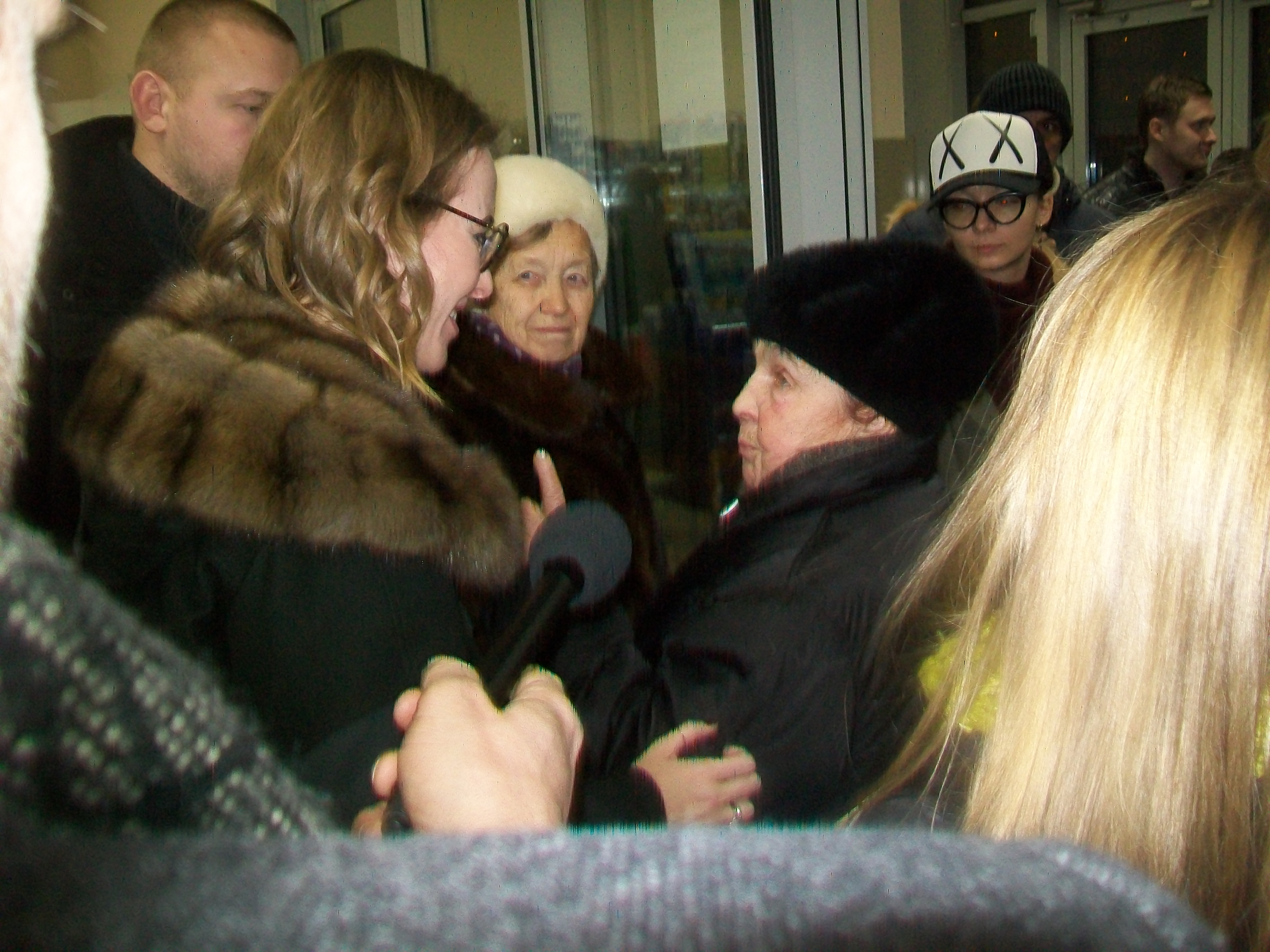
Ksenia Sobtchak parlant avec une retraitée à Iekaterinbourg, le 16 décembre 2017.

Ksenia Sobtchak, âgée de 36 ans, est la plus jeune et la seule femme candidate à cette élection. Fille d'Anatoli Sobtchak, ancien maire de Saint-Pétersbourg considéré comme le mentor politique de Vladimir Poutine, elle s'est fait connaître dans un premier temps comme mondaine, surnommée la « Paris Hilton russe ». Devenue depuis activiste politique, Ksenia Sobtchak annonce son intention de se présenter à l'élection présidentielle dès le mois d'octobre 2017, dans une vidéo publiée sur YouTube,. Dans cette vidéo, elle dit vouloir être la candidate « contre tous » car, depuis l'élection de 2004, l'option « contre tous » est exclue du scrutin. Elle dit vouloir donner aux gens la possibilité de voter à nouveau « contre tous ». Dans le même temps, elle déclare qu'elle retirerait sa candidature si Alexeï Navalny était enregistré comme candidat par la CEC.
À l'origine Sobchak était indépendante de tous les partis politiques. Dans ce cas de figure, elle aurait dû recueillir au moins 300 000 signatures pour être candidate à l'élection. Peu après, cependant, l'équipe de campagne de Sobchak déclare que la candidate souhaiterait le soutien du Parti de la liberté du peuple ou de l'Initiative civile. Elle obtient le soutien de l'Initiative civile lors du congrès de ce parti, organisé le 23 décembre 2017 et adhère à ce parti le même jour. Elle dépose ses documents d'enregistrement de candidature le 25 décembre et ceux-ci sont approuvés par la CEC le lendemain,. Sur le site internet de sa candidature, elle indique avoir rassemblé les 100 000 signatures nécessaires pour pouvoir se présenter le 17 janvier 2018. Sa candidature est officiellement enregistrée le 8 février.
Sur le plan économique, Sobchak est partisane de la privatisation et du laissez-faire. Elle considère que « la Russie est un pays d'économie libre avec un secteur étatique fort. Toutes les grandes entreprises publiques devraient être privatisées avec des restrictions anti-cartels. L'État ne devrait contrôler aucun secteur de l'économie, la part de l'État dans les entreprises et les industries devrait être limitée pour empêcher les monopoles. La propriété privée devrait être protégée par la loi ».
Sobchak se décrit également comme étant une patriote et une nationaliste, bien qu'elle pense qu'une grande partie du patriotisme en Russie est artificielle. Elle se dit également féministe, critiquant les inégalités salariales entre les hommes et les femmes en Russie, ainsi que la sous-représentation des femmes à la tête des grandes entreprises du pays. Concernant la question de la Crimée, elle a déclaré que le retour inconditionnel de la Crimée en Ukraine n'était pas possible, même si elle estime qu'en annexant la Crimée, la Russie a violé le mémorandum de Budapest. Elle estime que « la chose la plus importante est que la Russie et l'Ukraine devraient maintenant restaurer leur amitié à tout prix » et, simultanément, a suggéré d'organiser un nouveau référendum sur le statut de la Crimée après « une campagne large et égale »,. Ainsi, le 6 mars 2018, en pleine campagne électorale, elle émet le souhait, fortement symbolique, d'obtenir l'aval des autorités ukrainiennes et de passer par l'Ukraine pour se rendre en Crimée afin d'y faire campagne auprès des Tatars.
Pour l'opposant Alexeï Navalny, empêché de se présenter, il s'agit d'une candidature initiée par le Kremlin : « Leur idée est simple, ils ont besoin d'une caricature de candidat libéral. Ils me traitent de criminel et mettent en avant Ksenia Sobtchak ». Pour le dirigeant communiste Guennadi Ziouganov, « sa candidature fait tourner la prochaine élection à la farce tragique ». Cette candidature est mise en parallèle avec celle de l'oligarque Mikhaïl Prokhorov lors de l'élection présidentielle de 2012, suscitée par l'exécutif, et qui avait finalement obtenu seulement 8 % des suffrages. Certains politologues estiment que Ksenia Sobtchak, en participant à cette élection, souhaite retrouver une virginité médiatique et retrouver un poste à la télévision d'État, où elle ne peut plus pour l'instant travailler.

### Maxim Souraïkine
Le comité central des Communistes de Russie annonce la nomination de son président, Maxim Souraïkine, âgé de 39 ans, comme candidat à l'élection dès février 2017. Il est officiellement désigné lors du congrès organisé à Moscou le 24 décembre 2017 et dépose ses documents d'enregistrement auprès de la CEC le même jour. Ces documents sont approuvés le lendemain.
Maxim Souraïkine annonce, le 22 janvier 2017, avoir récolté environ 170 000 signatures pour porter sa candidature, alors que 100 000 peuvent lui suffire pour se présenter. Le 31 janvier, il remet ses signatures à la Commission électorale centrale de la fédération de Russie (CEC) et l'audit a révélé que seuls 3,72 % des signatures sont défectueuses, pour maximum autorisé de 5 %. En conséquence, sa candidature est bien confirmée le 8 février. Le lendemain, il se rend à Riazan. Au cours de sa visite, il dépose des fleurs sous la statue de Vladimir Ilitch Lénine avant de se rendre dans des marchés locaux et des usines.
Dans son programme électoral, Maxim Souraïkine liste plusieurs mesures qu'il mettrait en place dans les cent premiers jours de sa présidence, s'il était élu. Après avoir prêté serment publiquement au mausolée de Lénine, il destituerait le gouvernement de Dmitri Medvedev, à l'exception du ministre de la Défense et du ministre des Affaires étrangères. Il ferait ensuite rédiger une nouvelle constitution, en s'inspirant des constitutions soviétiques de 1936 et 1977. Il restaurerait la commémoration de la révolution d'Octobre, le 7 novembre, et reconnaîtrait la république populaire de Donetsk et la république populaire de Lougansk. Enfin, il suspendrait le fonctionnement de toutes les banques commerciales, transférerait leurs actifs à la Banque centrale et interdirait les OGM.
Le 20 février 2018, dans un entretien accordé à la presse russe, Souraïkine se présente comme un « staliniste convaincu » en déclarant : « Je suis un staliniste convaincu parce que Staline n'est pas celui dont l'image a été créée par les médias bourgeois qui avaient pour but de ternir la période soviétique et de présenter tout ce qui était soviétique comme des répressions et ainsi de suite. Staline était avant tout un homme d'État qui cherchait à construire l'État soviétique dans l'intérêt de la société, et pas à pas, il a réalisé ce programme. C'est pourquoi le stalinisme, pour nous, signifie une industrie militaire puissante, un excellent système de formation des cadres et des industriels qui construisent le pays au lieu de remplir leurs comptes à l'étranger ». Il a annoncé par ailleurs que son objectif, pour cette élection, est d'arriver au moins en deuxième place et de battre le Parti communiste de la fédération de Russie.

### Boris Titov
Le dirigeant du Parti de la croissance, Boris Titov, déclare son intention de participer à l'élection présidentielle le 26 novembre 2017. Initialement, le Parti de la croissance avait organisé des primaires auxquelles Titov n'avait pas participé mais, selon la direction du parti, aucun des candidats n'a reçu un soutien suffisant pour pouvoir être désigné. Titov est officiellement nommé par son parti le 21 décembre 2017 et soumet ses documents d'enregistrement de candidature à la CEC le lendemain. Les documents sont approuvés le 25 décembre. Boris Titov annonce avoir rassemblé les 100 000 signatures nécessaires pour pouvoir être candidat et les dépose à la CEC le 30 janvier et sa candidature est officiellement confirmée le 7 février 2018.
Intellectuel, issu des classes supérieures, Titov est un homme d'affaires technocrate qui ne se considère pas comme un opposant au président sortant. Selon lui-même, le but principal de sa participation à cette élection est de promouvoir le programme économique du parti (intitulé « Stratégie de la Croissance »), préparé par sa fondation, le « club Stolypine », et présenté à Vladimir Poutine en mai 2017. Pendant la campagne, Titov et son équipe ont l'intention de voyager partout dans le pays pour promouvoir ce programme, assez méconnu. En effet, selon un sondage publié en décembre 2017, 87 % des citoyens du pays admettent qu'ils « n'ont jamais entendu parler de Boris Titov ».

### Grigori Iavlinski

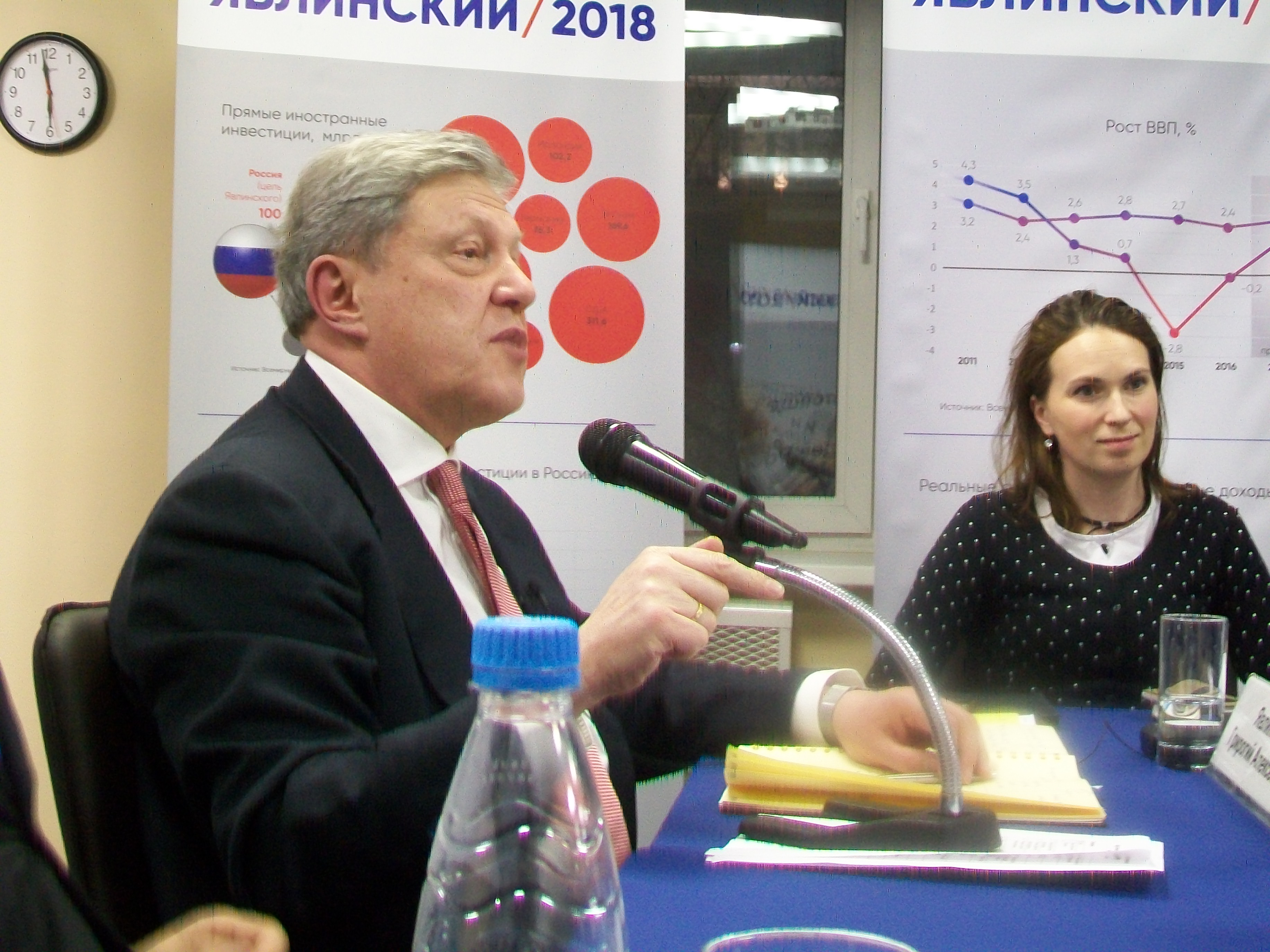
Grigori Iavlinski à la conférence du parti Iabloko tenue à Ekaterinbourg, le 12 décembre 2017.

Les premières rumeurs indiquant que Grigori Iavlinski, 66 ans, se présenterait comme candidat du parti Iabloko pour l'élection présidentielle de 2018 ont circulé dès 2013. Déjà candidat à la présidence en 1996 et 2000, il est nommé par son parti lors d'un congrès organisé le 22 décembre 2017. Il soumet ses documents d'enregistrement à la CEC le 23 décembre et ceux-ci sont approuvés deux jours plus tard.
Le 17 janvier 2018, Nikolaï Rybakov, porte-parole du candidat, indique que Grigori Iavlinski a recueilli les 100 000 signatures nécessaires pour pouvoir se présenter. Le candidat du parti Iabloko indique qu'il ne soutiendra pas l'appel au boycott d'Alexeï Navalny si sa candidature devait être invalidée et promet de « refuser catégoriquement la politique de Poutine parce que celui-ci a conduit la Russie à l'isolement, à la stagnation économique et vers une pauvreté croissante ». Sa candidature est finalement officiellement enregistrée le 7 février.
Le programme de Iavlinski, appelé « chemin vers l'avenir », indique ce qu'il a l'intention d'accomplir dans ses cent premiers jours au pouvoir, s'il était élu. Parmi ses deux principales priorités figurent le respect des droits de l'homme en Russie et la création d'une économie forte. Iavlinski a déclaré que l'un de ses principaux objectifs serait la lutte contre la pauvreté et propose de donner trois acres de terre gratuitement à chaque famille russe afin qu'elles puissent, chacune, y construire une maison et développer la terre. Il souhaite également rendre le pouvoir judiciaire du pays « véritablement indépendant ».
En matière de politique étrangère, Iavlinski n'a pas soutenu le rattachement de la Crimée en 2014 et estime qu'un nouveau référendum devrait avoir lieu dans la région contestée. Il considère que la Crimée est ukrainienne et a déclaré que « toute forme d'intervention énergique dans les affaires intérieures de l'Ukraine, ainsi que l'incitation et la propagande de la guerre doivent être arrêtées ». Il a également qualifié les actions russes en Ukraine de « disgrâce absolue et complète ». Enfin, il souhaite une normalisation des relations avec l'Union européenne et les États-Unis, ainsi que le retrait de toutes les forces armées russes de Syrie.

## Débats
Le 14 février 2018, la CEC fixe le calendrier et le temps d'antenne pour les candidats à la présidence. Les débats auront lieu du 26 février au 15 mars 2018 et seront diffusés sur cinq chaînes de télévision fédérales : Rossiya 1, Rossiya 24, Pervi Kanal, TV Centre et PTR (en), ainsi que sur trois stations de radio : Radio Rossii, Radio Mayak et Vesti FM (en). Le président sortant Vladimir Poutine refuse de participer aux débats. Enfin, des débats seront diffusés sur les chaînes de télévision et les stations de radio régionales, auxquelles participeront des représentants de tous les candidats, y compris des représentants de Vladimir Poutine.
Le dernier débat de la campagne, diffusé sur Rossiya 1 le jeudi 15 mars.
| Date                  | Organisateur | Modérateur        | P = Présent / R = Représenté / Abs = Absent | P = Présent / R = Représenté / Abs = Absent | P = Présent / R = Représenté / Abs = Absent | P = Présent / R = Représenté / Abs = Absent | P = Présent / R = Représenté / Abs = Absent | P = Présent / R = Représenté / Abs = Absent | P = Présent / R = Représenté / Abs = Absent | P = Présent / R = Représenté / Abs = Absent | Notes                                                         |
| Date                  | Organisateur | Modérateur        | Maxim Souraïkine (KR)                       | Pavel Groudinine (KPRF)                     | Grigori Iavlinski (Iabloko)                 | Ksenia Sobtchak (IC)                        | Boris Titov (Crois.)                        | Vladimir Poutine (Russ.U)                   | Sergueï Babourine (ROS)                     | Vladimir Jirinovski (LDPR)                  | Notes                                                         |
| --------------------- | ------------ | ----------------- | ------------------------------------------- | ------------------------------------------- | ------------------------------------------- | ------------------------------------------- | ------------------------------------------- | ------------------------------------------- | ------------------------------------------- | ------------------------------------------- | ------------------------------------------------------------- |
| Date                  | Organisateur | Modérateur        |                                             |                                             |                                             |                                             |                                             |                                             |                                             |                                             | Notes                                                         |
| 26 février 13 h 10 MT | Radio Rossii |                   | Abs                                         | R                                           | Abs                                         | R                                           | R                                           | Abs                                         | Abs                                         | P                                           | [ 192 ]                                                       |
| 28 février 9 h 0 MT   | Pervi Kanal  | Anatoly Kuzichev  | P                                           | P                                           | P                                           | P                                           | R                                           | Abs                                         | P                                           | P                                           |                                                               |
| 28 février 23 h 0 MT  | Rossiya 1    | Vladimir Soloviov | P                                           | P                                           | P                                           | P                                           | P                                           | Abs                                         | P                                           | P                                           | Débat consacré aux capacités de défense du pays et à l'armée. |
| 1er mars              | Rossiya 24   |                   | P                                           | R                                           | P                                           | P                                           | R                                           | Abs                                         | P                                           | P                                           | [ 193 ]                                                       |

## Sondages
Le Centre analytique Levada, considéré comme une référence par les médias et les observateurs étrangers, ne publie pas de sondages pendant la campagne présidentielle car, en septembre 2016, il a été désigné par les autorités russes comme une ONG relevant du registre des « agents de l’étranger ».
| Sondeur | Date                      | Abstention | Indécis | Maxim Souraïkine.     | Pavel Groudinine.       | Grigori Iavlinski.          | Ksenia Sobtchak.     | Boris Titov.         | Vladimir Poutine.     | Sergueï Babourine.      | Vladimir Jirinovski.       | Autres               |
| Sondeur | Date                      | Abstention | Indécis | Maxim Souraïkine (KR) | Pavel Groudinine (KPRF) | Grigori Iavlinski (Iabloko) | Ksenia Sobtchak (IC) | Boris Titov (Crois.) | Vladimir Poutine (ER) | Sergueï Babourine (ROS) | Vladimir Jirinovski (LDPR) | Autres               |
| --- | ------------------------- | ---------- | ------- | --------------------- | ----------------------- | --------------------------- | -------------------- | -------------------- | --------------------- | ----------------------- | -------------------------- | -------------------- |
| Sondeur | Date                      | Abstention | Indécis |                       |                         |                             |                      |                      |                       |                         |                            | Autres               |
| FOM | 10-11 mars 2018           | 12,1 %     | 3,5 %   | 0,3 %                 | 6,2 %                   | 0,5 %                       | 0,7 %                | 0,4 %                | 64,9 %                | 0,2 %                   | 6,7 %                      | —                    |
| WCIOM | 5-9 mars 2018             | 3 %        | 11 %    | 0 %                   | 7 %                     | 1 %                         | 2 %                  | 0 %                  | 69 %                  | 1 %                     | 5 %                        | —                    |
| FOM | 3-4 mars 2018             | 11,4 %     | 3,8 %   | 0,1 %                 | 6,5 %                   | 0,7 %                       | 1,2 %                | 0,2 %                | 64,0 %                | 0,2 %                   | 6,6 %                      | —                    |
| WCIOM | 2-4 mars 2018             | 3,4 %      | 10,7 %  | 0,3 %                 | 7,1 %                   | 1,0 %                       | 1,1 %                | 0,2 %                | 69,7 %                | 0,3 %                   | 5,6 %                      | —                    |
| CIPKR | 24-26 février 2018        | 1 %        | 8 %     | 0,5 %                 | 10 %                    | 1 %                         | 4 %                  | 0,4 %                | 67 %                  | 0,2 %                   | 8 %                        | —                    |
| WCIOM | 19-26 février 2018        | 3,1 %      | 10,4 %  | 0,1 %                 | 7,8 %                   | 0,9 %                       | 1,6 %                | 0,3 %                | 69,1 %                | 0,3 %                   | 5,9 %                      | —                    |
| FOM | 24-25 février 2018        | 12 %       | 3,9 %   | 0,2 %                 | 6,2 %                   | 0,8 %                       | 1,1 %                | 0,2 %                | 63,5 %                | 0,2 %                   | 7,3 %                      | —                    |
| FOM | 17-18 février 2018        | 12,1 %     | 4 %     | 0,2 %                 | 6,3 %                   | 0,6 %                       | 0,7 %                | 0,2 %                | 66,5 %                | 0,4 %                   | 6,0 %                      | —                    |
| WCIOM | 12-18 février 2018        | 3,4 %      | 10,6 %  | 0,1 %                 | 7,5 %                   | 1,4 %                       | 0,9 %                | 0,3 %                | 69,5 %                | 0,4 %                   | 5,3 %                      | —                    |
| FBK | 9-14 février 2018         | —          | 30 %    | <1 %                  | 5 %                     | <1 %                        | 1 %                  | <1 %                 | 57 %                  | <1 %                    | 4 %                        | —                    |
| WCIOM | 11 février 2018           | 3,0 %      | 9,3 %   | 0,1 %                 | 7,3 %                   | 0,8 %                       | 1,0 %                | 0,2 %                | 71,5 %                | 0,5 %                   | 5,5 %                      | —                    |
| FOM | 10-11 février 2018        | 7 %        | 12 %    | 0,1 %                 | 5,4 %                   | 0,5 %                       | 0,9 %                | 0,1 %                | 67,2 %                | 0,2 %                   | 5,4 %                      | —                    |
| Les candidatures de Ksenia Sobtchak et Maxim Souraïkine sont officiellement enregistrées (8 février 2018).                 |                           |            |         |                       |                         |                             |                      |                      |                       |                         |                            |                      |
| Les candidatures de Sergueï Babourine, Grigori Iavlinski et Boris Titov sont officiellement enregistrées (7 février 2018). |                           |            |         |                       |                         |                             |                      |                      |                       |                         |                            |                      |

center

| La candidature de Vladimir Poutine est officiellement enregistrée (6 février 2018).                                        |                           |            |         |                       |                         |                             |                      |                      |                       |                         |                            |                      |
| FOM | 4 février 2018            | 7,6 %      | 11,2 %  | —                     | 6,5 %                   | 0,5 %                       | 1,2 %                | 0,1 %                | 66,3 %                | —                       | 5,5 %                      | 0,9 %                |
| WCIOM | 29 janvier-4 février 2018 | 3,2 %      | 9,2 %   | —                     | 6,9 %                   | 0,7 %                       | 1,3 %                | 0,4 %                | 71,4 %                | —                       | 5,7 %                      | 0,7 %                |
| FBK | 26-31 janvier 2018        | —          | 25 %    | —                     | 5 %                     | <1 %                        | <1 %                 | <1 %                 | 60 %                  | —                       | 5 %                        | 2 %                  |
| FOM[PDF] | 27-28 janvier 2018        | 7 %        | 9 %     | —                     | 6 %                     | 1 %                         | 1 %                  | 1 %                  | 69 %                  | —                       | 6 %                        | 0 %                  |
| WCIOM | 26-28 janvier 2018        | 3,7 %      | 9,2 %   | —                     | 7,2 %                   | 0,9 %                       | 1,2 %                | 0,3 %                | 69,9 %                | —                       | 5,9 %                      | 1,0 %                |
| FOM[PDF] | 21 janvier 2018           | 8 %        | 9 %     | —                     | 6 %                     | 1 %                         | 1 %                  | 0 %                  | 67 %                  | —                       | 6 %                        | 1 %                  |
| FBK | 15-18 janvier 2018        | —          | 21 %    | —                     | 6 %                     | <1 %                        | <1 %                 | <1 %                 | 62 %                  | —                       | 6 %                        | 2 %                  |
| WCIOM | 15 janvier 2018           | 5,5 %      | 5,6 %   | —                     | 6,1 %                   | 0,8 %                       | 1,2 %                | 0,3 %                | 73,2 %                | —                       | 6,1 %                      | 0,6 %                |
| FOM | 14 janvier 2018           | 9,1 %      | 7,9 %   | —                     | 6,2 %                   | <1 %                        | 1,5 %                | <1 %                 | 65,9 %                | —                       | 6,0 %                      | 1,1 %                |
| La candidature de Pavel Groudinine est officiellement enregistrée (12 janvier 2018).                                       |                           |            |         |                       |                         |                             |                      |                      |                       |                         |                            |                      |
| WCIOM | 8-10 janvier 2018         | 4,0 %      | 13,6 %  | —                     | 5,1 %                   | 0,4 %                       | 0,5 %                | 0,3 %                | 54,3 %                | —                       | 2,8 %                      | 0,4 %                |
| CIPKR | 27-30 décembre 2017       | 7 %        | 17 %    | —                     | 7 %                     | >1 %                        | 2 %                  | >1 %                 | 58 %                  | —                       | 3 %                        | 2 %                  |
| La candidature de Vladimir Jirinovski est officiellement enregistrée (29 décembre 2017).                                   |                           |            |         |                       |                         |                             |                      |                      |                       |                         |                            |                      |
| La CEC rejette la candidature d'Alexeï Navalny (25 décembre 2017).                                                         |                           |            |         |                       |                         |                             |                      |                      |                       |                         |                            |                      |
| FOM[PDF] | 23-24 décembre 2017       | 7 %        | 9 %     | —                     | —                       | 1 %                         | 1 %                  | 0 %                  | 68 %                  | —                       | 7 %                        | 1 %, Ziouganov : 4 % |
| Pavel Groudinine annonce sa candidature (23 décembre 2017).                                                                |                           |            |         |                       |                         |                             |                      |                      |                       |                         |                            |                      |
| Début de la campagne électorale (18 décembre 2017).                                                                        |                           |            |         |                       |                         |                             |                      |                      |                       |                         |                            |                      |

## Résultats

### Résultats nationaux
| Candidats                | Candidats                | Partis                                      | Premier tour | Premier tour |
| Candidats                | Candidats                | Partis                                      | Voix         | %            |
| ------------------------ | ------------------------ | ------------------------------------------- | ------------ | ------------ |
|                          | Vladimir Poutine         | Russie unie                                 | 56 430 712   | 77,53        |
|                          | Pavel Groudinine         | Parti communiste de la fédération de Russie | 8 659 206    | 11,90        |
|                          | Vladimir Jirinovski      | Parti libéral-démocrate de Russie           | 4 154 985    | 5,71         |
|                          | Ksenia Sobtchak          | Initiative civile                           | 1 238 031    | 1,70         |
|                          | Grigori Iavlinski        | Iabloko                                     | 769 644      | 1,06         |
|                          | Boris Titov              | Parti de la croissance                      | 556 801      | 0,76         |
|                          | Maxim Souraïkine         | Communistes de Russie                       | 499 342      | 0,69         |
|                          | Sergueï Babourine        | Union nationale russe                       | 479 013      | 0,66         |
|                          |                          |                                             |              |              |
| Votes valides            | Votes valides            | Votes valides                               | 72 787 734   | 98,92        |
| Votes blancs et nuls     | Votes blancs et nuls     | Votes blancs et nuls                        | 791 258      | 1,08         |
| Total                    | Total                    | Total                                       | 73 578 992   | 100          |
| Abstention               | Abstention               | Abstention                                  | 35 433 323   | 32,46        |
| Inscrits / participation | Inscrits / participation | Inscrits / participation                    | 109 012 315  | 67,54        |

### Par sujet fédéral
| Sujet                       | Poutine    | Poutine | Groudinine | Groudinine | Jirinovski | Jirinovski | Sobtchak  | Sobtchak | Iavlinski | Iavlinski | Titov   | Titov | Souriakine | Souriakine | Babourine | Babourine | Votes invalides | Votes invalides |
| Sujet                       | Votes      | %       | Votes      | %          | Votes      | %          | Votes     | %        | Votes     | %         | Votes   | %     | Votes      | %          | Votes     | %         | Votes           | %               |
| --------------------------- | ---------- | ------- | ---------- | ---------- | ---------- | ---------- | --------- | -------- | --------- | --------- | ------- | ----- | ---------- | ---------- | --------- | --------- | --------------- | --------------- |
| Adyguée                     | 203 095    | 81.17   | 28 711     | 11,48      | 8 923      | 3,57       | 2 060     | 0,82     | 1 197     | 0,48      | 1 088   | 0,43  | 1 317      | 0,53       | 1 165     | 0,47      | 2 647           | 0,47            |
| Kraï de l'Altaï             | 770 278    | 64,66   | 281 978    | 23.67      | 84 785     | 7.12       | 11 778    | 0,99     | 7 259     | 0,61      | 5 532   | 0,46  | 7 885      | 0,66       | 7 581     | 0,64      | 14 203          | 0,64            |
| République de l'Altaï       | 72 674     | 70.62   | 21 259     | 20.66      | 5 376      | 5.22       | 929       | 0,90     | 483       | 0,47      | 340     | 0,33  | 431        | 0,42       | 446       | 0,43      | 974             | 0,43            |
| Oblast de l'Amour           | 264 493    | 67.04   | 73 485     | 18.62      | 37 909     | 9.61       | 4 428     | 1.12     | 2 466     | 0,63      | 2 080   | 0,53  | 1 951      | 0,49       | 2 358     | 0,6       | 5 383           | 0,60            |
| Oblast d'Arkhangelsk        | 407 190    | 75.27   | 51 868     | 9.59       | 46 925     | 8,67       | 10 588    | 1,96     | 6 239     | 1.15      | 4 982   | 0,92  | 3 842      | 0,71       | 4 448     | 0,82      | 4 880           | 0,82            |
| Oblast d'Astrakhan          | 342 195    | 76,95   | 64 047     | 14,40      | 19 339     | 4.35       | 5 060     | 1.14     | 2 504     | 0,56      | 2 233   | 0,50  | 2 823      | 0,63       | 2 185     | 0,49      | 4 340           | 0,49            |
| Baïkonour                   | 7 568      | 78.35   | 1 026      | 10,60      | 628        | 6,50       | 130       | 1,35     | 70        | 0,72      | 50      | 0,52  | 51         | 0,53       | 32        | 0,33      | 104             | 0,33            |
| Bachkirie                   | 1 784 626  | 77,69   | 277 797    | 12.09      | 115 635    | 5.03       | 28 983    | 1.26     | 19 390    | 0,84      | 15 891  | 0,69  | 20 429     | 0,89       | 15 845    | 0,69      | 18 506          | 0,69            |
| Oblast de Belgorod          | 711 392    | 79.71   | 93 102     | 10,43      | 49 685     | 5.57       | 8 474     | 0,95     | 4 445     | 0,50      | 4 835   | 0,54  | 6 534      | 0,73       | 5 218     | 0,58      | 8 749           | 0,58            |
| Oblast de Briansk           | 636 087    | 81,60   | 68 375     | 8,77       | 43 940     | 5,64       | 7 463     | 0,96     | 3 524     | 0,45      | 4 175   | 0,54  | 4 265      | 0,55       | 4 472     | 0,57      | 7 177           | 0,57            |
| Bouriatie                   | 334 381    | 73.72   | 66 876     | 14.74      | 29 087     | 6.41       | 7 618     | 1,68     | 3 631     | 0,80      | 1 882   | 0,40  | 2 471      | 0,54       | 1 746     | 0,38      | 5 980           | 0,38            |
| Tchétchénie                 | 593 806    | 91.44   | 30 012     | 4,62       | 1 631      | 0,25       | 3 531     | 0,54     | 4 848     | 0,75      | 3 285   | 0,51  | 2 093      | 0,32       | 7 679     | 1.18      | 2 497           | 1.18            |
| Oblast de Tcheliabinsk      | 1 275 822  | 73,00   | 227 134    | 12,99      | 121 670    | 6,96       | 31 326    | 1,79     | 21 573    | 1.23      | 16 181  | 0,93  | 13 243     | 0,76       | 13 468    | 0,77      | 27 234          | 0,77            |
| Tchoukotka                  | 22 709     | 82.31   | 1 616      | 5,86       | 2 018      | 7.31       | 358       | 1,30     | 160       | 0,58      | 180     | 0,65  | 142        | 0,51       | 115       | 0,42      | 293             | 0,42            |
| Tchouvachie                 | 539 036    | 77.29   | 85 780     | 12,30      | 36 890     | 5.29       | 9 500     | 1,36     | 3 878     | 0,56      | 3 950   | 0,57  | 4 907      | 0,70       | 3 710     | 0,53      | 9 763           | 0,53            |
| République de Crimée        | 994 569    | 92.15   | 23 773     | 2.20       | 19 506     | 1,81       | 17 764    | 1,65     | 5 138     | 0,48      | 2 785   | 0,26  | 2 267      | 0,21       | 2 098     | 0,19      | 11 395          | 0,19            |
| Daghestan                   | 1 295 128  | 90,76   | 103 942    | 7.28       | 3 830      | 0,27       | 3 741     | 0,26     | 2 465     | 0,17      | 5 379   | 0,38  | 4 395      | 0,31       | 1 781     | 0,12      | 6 265           | 0,12            |
| Ingouchie                   | 149 488    | 83.17   | 10 187     | 5,67       | 6 570      | 3,66       | 2 974     | 1,65     | 4 251     | 2.37      | 3 304   | 1,84  | 677        | 0,38       | 1 580     | 0,88      | 710             | 0,88            |
| Oblast d'Irkoutsk           | 763 810    | 73.06   | 166 540    | 15.93      | 67 373     | 6.44       | 12 646    | 1.21     | 7 545     | 0,72      | 5 339   | 0,51  | 5 240      | 0,50       | 5 480     | 0,52      | 11 545          | 0,52            |
| Oblast d'Ivanovo            | 338 335    | 71.37   | 70 211     | 14.81      | 37 408     | 7,89       | 7 772     | 1,64     | 4 142     | 0,87      | 3 696   | 0,78  | 3 526      | 0,74       | 4 286     | 0,9       | 4 663           | 0,90            |
| Oblast autonome juif        | 52 374     | 67.48   | 14 066     | 18.12      | 7 387      | 9.52       | 771       | 0,99     | 369       | 0,48      | 407     | 0,52  | 404        | 0,52       | 501       | 0,65      | 1 331           | 0,65            |
| Kabardino-Balkarie          | 452 480    | 93.38   | 20 133     | 4.15       | 5 006      | 1.03       | 1 121     | 0,23     | 1 171     | 0,24      | 1 658   | 0,34  | 1 141      | 0,24       | 1 222     | 0,25      | 628             | 0,25            |
| Oblast de Kaliningrad       | 379 875    | 76.35   | 50 755     | 10,20      | 29 893     | 6.01       | 12 640    | 2,54     | 7 299     | 1,47      | 4 772   | 0,96  | 3 319      | 0,67       | 3 395     | 0,68      | 5 627           | 0,68            |
| Kalmoukie                   | 114 833    | 81,66   | 16 399     | 11.66      | 2 734      | 1,94       | 2 117     | 1,51     | 937       | 0,67      | 632     | 0,45  | 675        | 0,48       | 502       | 0,36      | 1 790           | 0,36            |
| Oblast de Kalouga           | 414 027    | 76.16   | 59 802     | 11,00      | 37 905     | 6,97       | 8 070     | 1,48     | 5 071     | 0,93      | 4 200   | 0,77  | 3 943      | 0,73       | 4 197     | 0,77      | 6 425           | 0,77            |
| Kraï du Kamtchatka          | 112 401    | 69.44   | 27 432     | 16,95      | 13 733     | 8,48       | 2 210     | 1,37     | 1 159     | 0,72      | 1 131   | 0,70  | 966        | 0,60       | 912       | 0,56      | 1 920           | 0,56            |
| Karatchaïévo-Tcherkessie    | 223 534    | 87,64   | 17 819     | 6,99       | 7 076      | 2,77       | 1 132     | 0,44     | 747       | 0,29      | 454     | 0,18  | 2 533      | 0,99       | 676       | 0,27      | 1 101           | 0,27            |
| République de Carélie       | 216 899    | 73.04   | 33 693     | 11,35      | 23 254     | 7,83       | 6 777     | 2.28     | 5 215     | 1,76      | 3 201   | 1.08  | 1 927      | 0,65       | 2 343     | 0,79      | 3 656           | 0,79            |
| Oblast de Kemerovo-Kouzbass | 1 422 919  | 85.42   | 101 153    | 6.07       | 83 777     | 5.03       | 14 002    | 0,84     | 10 471    | 0,63      | 7 213   | 0,43  | 7 556      | 0,45       | 7 972     | 0,48      | 10 657          | 0,48            |
| Kraï de Khabarovsk          | 426 385    | 65,78   | 119 389    | 18,42      | 60 414     | 9,32       | 11 199    | 1,73     | 5 435     | 0,84      | 5 354   | 0,83  | 4 485      | 0,69       | 4 612     | 0,71      | 10 969          | 0,71            |
| Khakassie                   | 169 615    | 69.16   | 45 276     | 18,46      | 17 610     | 7.18       | 3 372     | 1,37     | 1 605     | 0,65      | 1 624   | 0,66  | 1 593      | 0,65       | 1 567     | 0,64      | 2 986           | 0,64            |
| Khantys-Mansis              | 600 404    | 76.23   | 94 785     | 12.02      | 53 569     | 6,79       | 10 884    | 1,38     | 5 060     | 0,64      | 4 363   | 0,55  | 4 095      | 0,52       | 3 916     | 0,5       | 10 824          | 0,50            |
| Oblast de Kirov             | 465 948    | 70.41   | 90 650     | 13,70      | 63 771     | 9.64       | 11 034    | 1,67     | 6 303     | 0,95      | 5 784   | 0,87  | 5 655      | 0,85       | 5 157     | 0,78      | 7 455           | 0,78            |
| République des Komis        | 290 716    | 71.44   | 46 094     | 11,33      | 41 680     | 10.24      | 8 179     | 2.01     | 4 080     | 1,00      | 3 809   | 0,94  | 3 215      | 0,79       | 3 234     | 0,79      | 5 908           | 0,79            |
| Oblast de Kostroma          | 221 449    | 68.71   | 52 135     | 16,18      | 29 834     | 9.26       | 4 852     | 1,51     | 3 106     | 0,96      | 2 879   | 0,89  | 2 309      | 0,72       | 2 665     | 0,83      | 3 048           | 0,83            |
| Kraï de Krasnodar           | 2 564 012  | 81.35   | 316 316    | 10.04      | 144 008    | 4,57       | 30 697    | 0,97     | 16 461    | 0,52      | 21 413  | 0,68  | 17 100     | 0,54       | 15 876    | 0,5       | 26 090          | 0,50            |
| Kraï de Krasnoïarsk         | 941 151    | 74.28   | 161 925    | 12.78      | 93 628     | 7.39       | 20 415    | 1,61     | 11 225    | 0,89      | 8 479   | 0,67  | 7 761      | 0,61       | 8 072     | 0,64      | 14 327          | 0,64            |
| Oblast de Kourgan           | 318 703    | 73,30   | 59 425     | 13.67      | 38 002     | 8,74       | 4 590     | 1.06     | 2 313     | 0,53      | 2 178   | 0,50  | 3 020      | 0,69       | 2 682     | 0,62      | 3 873           | 0,62            |
| Oblast de Koursk            | 482 257    | 81.01   | 56 948     | 9.57       | 33 326     | 5.60       | 5 631     | 0,95     | 2 527     | 0,42      | 2 640   | 0,44  | 3 316      | 0,56       | 3 421     | 0,57      | 5 207           | 0,57            |
| Oblast de Léningrad         | 703 423    | 79.01   | 78 545     | 8,82       | 48 465     | 5.44       | 18 715    | 2.10     | 10 719    | 1.20      | 8 129   | 0,91  | 5 655      | 0,64       | 6 136     | 0,69      | 10 539          | 0,69            |
| Oblast de Lipetsk           | 542 199    | 80,83   | 67 299     | 10.03      | 33 739     | 5.03       | 6 714     | 1,00     | 3 494     | 0,52      | 3 259   | 0,49  | 3 994      | 0,60       | 3 834     | 0,57      | 6 225           | 0,57            |
| Oblast de Magadan           | 53 341     | 72,30   | 10 364     | 14.07      | 6 185      | 8.34       | 1 007     | 1,36     | 491       | 0,67      | 458     | 0,62  | 408        | 0,55       | 417       | 0,57      | 1 108           | 0,57            |
| République des Maris        | 263 725    | 73,99   | 51 873     | 14,55      | 24 516     | 6,88       | 4 821     | 1,35     | 2 144     | 0,60      | 2 128   | 0,60  | 2 028      | 0,57       | 2 013     | 0,56      | 3 146           | 0,56            |
| Mordovie                    | 406 480    | 85.35   | 33 894     | 7.12       | 20 758     | 4.36       | 3 561     | 0,75     | 1 726     | 0,36      | 1 636   | 0,34  | 2 781      | 0,58       | 1 863     | 0,39      | 3 549           | 0,39            |
| Moscou                      | 3 201 257  | 70,87   | 563 670    | 12,48      | 211 995    | 4,69       | 184 285   | 4.08     | 143 039   | 3.17      | 70 323  | 1,56  | 32 664     | 0,72       | 43 317    | 0,96      | 66 626          | 0,96            |
| Oblast de Moscou            | 2 758 911  | 74.49   | 476 897    | 12,88      | 203 869    | 5,50       | 78 893    | 2.13     | 49 664    | 1,34      | 36 133  | 0,98  | 24 523     | 0,66       | 26 448    | 0,71      | 48 175          | 0,71            |
| Oblast de Mourmansk         | 303 796    | 76.37   | 35 240     | 8,86       | 31 434     | 7.90       | 8 931     | 2.25     | 4 660     | 1.17      | 3 426   | 0,86  | 2 578      | 0,65       | 2 827     | 0,71      | 4 915           | 0,71            |
| Nénétsie                    | 17 863     | 71.15   | 3 397      | 13.53      | 2 482      | 9,89       | 448       | 1,78     | 158       | 0,63      | 172     | 0,69  | 135        | 0,54       | 185       | 0,74      | 267             | 0,74            |
| Oblast de Nijni Novgorod    | 1 334 417  | 77.27   | 183 465    | 10.62      | 111 744    | 6,74       | 27 728    | 1,61     | 16 107    | 0,93      | 14 053  | 0,81  | 12 320     | 0,71       | 12 037    | 0,7       | 15 107          | 0,70            |
| Ossétie-du-Nord-Alanie      | 377 648    | 81.51   | 51 026     | 11.01      | 13 954     | 3.01       | 1 034     | 0,22     | 1 017     | 0,22      | 5 699   | 1.23  | 8 398      | 1,81       | 1 071     | 0,23      | 3 470           | 0,23            |
| Oblast de Novgorod          | 209 286    | 72,65   | 36 661     | 12.73      | 22 000     | 7,64       | 5 303     | 1,84     | 4 143     | 1,44      | 2 456   | 0,85  | 2 420      | 0,84       | 2 345     | 0,81      | 3 448           | 0,81            |
| Oblast de Novossibirsk      | 926 958    | 71.06   | 213 707    | 16,39      | 85 790     | 6,58       | 21 067    | 1,62     | 14 654    | 1.12      | 9 080   | 0,70  | 8 005      | 0,61       | 8 473     | 0,65      | 16 625          | 0,65            |
| Oblast d'Omsk               | 624 934    | 67.31   | 189 303    | 20,39      | 57 901     | 6.24       | 14 282    | 1,54     | 7 592     | 0,82      | 5 832   | 0,63  | 5 653      | 0,61       | 10 496    | 1.13      | 12 487          | 1.13            |
| Oblast d'Orenbourg          | 731 838    | 72,97   | 155 156    | 15,47      | 67 777     | 6,76       | 11 539    | 1.15     | 5 748     | 0,57      | 6 003   | 0,60  | 7 846      | 0,78       | 6 137     | 0,61      | 10 938          | 0,61            |
| Oblast d'Orel               | 349 743    | 76,77   | 55 482     | 12,18      | 27 617     | 6.06       | 5 777     | 1.27     | 2 698     | 0,59      | 3 187   | 0,70  | 3 187      | 0,70       | 3 210     | 0,7       | 4 670           | 0,70            |
| Oblast de Penza             | 625 928    | 79,98   | 78 135     | 9,98       | 43 823     | 5.60       | 9 048     | 1.16     | 4 697     | 0,60      | 4 037   | 0,52  | 5 614      | 0,72       | 4 616     | 0,59      | 6 740           | 0,59            |
| Kraï de Perm                | 993 076    | 75.35   | 138 977    | 10,55      | 90 132     | 6,84       | 28 963    | 2.20     | 16 918    | 1,28      | 11 859  | 0,90  | 10 154     | 0,77       | 9 624     | 0,73      | 18 203          | 0,73            |
| Kraï du Primorié            | 589 384    | 65.26   | 193 166    | 21,39      | 63 754     | 7.06       | 15 079    | 1,67     | 8 019     | 0,89      | 6 676   | 0,74  | 5 814      | 0,64       | 6 605     | 0,73      | 14 571          | 0,73            |
| Oblast de Pskov             | 258 584    | 75.05   | 39 407     | 11,44      | 23 688     | 6,87       | 5 794     | 1,86     | 5 533     | 1,61      | 2 656   | 0,77  | 2 782      | 0,81       | 2 952     | 0,86      | 3 165           | 0,86            |
| Oblast de Rostov            | 1 641 189  | 78,97   | 236 287    | 11,37      | 106 905    | 5.14       | 23 036    | 1.11     | 13 761    | 0,66      | 13 046  | 0,63  | 14 121     | 0,68       | 11 741    | 0,56      | 18 200          | 0,56            |
| Oblast de Riazan            | 458 882    | 76.34   | 76 023     | 12,65      | 37 091     | 6.17       | 7 777     | 1,29     | 4 068     | 0,68      | 3 654   | 0,61  | 3 731      | 0,62       | 4 094     | 0,68      | 5 756           | 0,68            |
| Saint-Pétersbourg           | 1 735 236  | 75.01   | 209 112    | 9.04       | 94 569     | 4.09       | 100 059   | 4.33     | 73 532    | 3.18      | 36 254  | 1,57  | 15 295     | 0,66       | 20 450    | 0,88      | 28 951          | 0,88            |
| Sakha                       | 294 166    | 64.38   | 124 518    | 27,25      | 18 089     | 3,96       | 7 494     | 1,64     | 2 604     | 0,57      | 2 010   | 0,44  | 1 711      | 0,37       | 1 696     | 0,37      | 4 636           | 0,37            |
| Oblast de Sakhaline         | 153 289    | 66,92   | 41 201     | 17,99      | 20 075     | 8,76       | 3 874     | 1,69     | 1 938     | 0,85      | 1 654   | 0,72  | 1 496      | 0,65       | 1 586     | 0,69      | 3 942           | 0,69            |
| Oblast de Samara            | 1 234 759  | 75,82   | 189 314    | 11.63      | 98 007     | 6.02       | 32 392    | 1,99     | 17 892    | 1.10      | 12 324  | 0,76  | 11 543     | 0,71       | 10 805    | 0,66      | 21 460          | 0,66            |
| Oblast de Saratov           | 987 373    | 78.33   | 148 585    | 11,79      | 66 254     | 5.26       | 15 067    | 1.20     | 9 268     | 0,74      | 7 485   | 0,59  | 8 326      | 0,66       | 7 436     | 0,59      | 10 736          | 0,59            |
| Sébastopol                  | 218 303    | 90.19   | 8 698      | 3,59       | 6 988      | 2,89       | 3 083     | 1.27     | 903       | 0,37      | 896     | 0,37  | 569        | 0,24       | 576       | 0,24      | 2 040           | 0,24            |
| Oblast de Smolensk          | 347 859    | 73.49   | 62 351     | 13.17      | 36 894     | 7,79       | 6 724     | 1,42     | 3 426     | 0,72      | 3 304   | 0,70  | 3 519      | 0,74       | 3 894     | 0,82      | 5 399           | 0,82            |
| Kraï de Stavropol           | 1 118 523  | 80,55   | 157 345    | 11,33      | 58 778     | 4.23       | 11 656    | 0,84     | 6 130     | 0,44      | 6 985   | 0,50  | 8 008      | 0,58       | 7 593     | 0,55      | 13 559          | 0,55            |
| Oblast de Sverdlovsk        | 1 555 532  | 74.60   | 241 365    | 11,58      | 141 683    | 6,79       | 44 258    | 2.12     | 27 144    | 1,30      | 19 428  | 0,93  | 13 317     | 0,64       | 15 154    | 0,73      | 27 282          | 0,73            |
| Oblast de Tambov            | 494 966    | 81,81   | 55 183     | 9.12       | 31 418     | 5.19       | 5 311     | 0,88     | 3 210     | 0,53      | 2 521   | 0,42  | 3 593      | 0,59       | 3 137     | 0,52      | 5 652           | 0,52            |
| Tatarstan                   | 1 854 119  | 82.09   | 204 618    | 9.06       | 67 929     | 3.01       | 29 951    | 1,33     | 19 643    | 0,87      | 13 361  | 0,59  | 37 969     | 1,68       | 13 030    | 0,58      | 18 045          | 0,58            |
| Oblast de Tomsk             | 328 296    | 71.23   | 70 163     | 15.22      | 31 466     | 6,83       | 10 091    | 2.19     | 5 886     | 1,28      | 3 986   | 0,86  | 2 757      | 0,60       | 2 976     | 0,65      | 5 307           | 0,65            |
| Oblast de Toula             | 648 117    | 79.20   | 77 552     | 9,48       | 48 748     | 5,96       | 11 689    | 1,43     | 7 537     | 0,92      | 5 331   | 0,65  | 5 379      | 0,66       | 5 692     | 0,7       | 8 333           | 0,70            |
| Touva                       | 150 795    | 91,98   | 5 762      | 3.51       | 2 809      | 1,71       | 1 779     | 1.09     | 451       | 0,28      | 339     | 0,21  | 439        | 0,27       | 406       | 0,25      | 1 160           | 0,25            |
| Oblast de Tver              | 459 198    | 74.55   | 77 050     | 12.51      | 43 421     | 7.05       | 10 144    | 1,65     | 5 635     | 0,91      | 4 846   | 0,79  | 4 902      | 0,80       | 4 718     | 0,77      | 6 027           | 0,77            |
| Oblast de Tioumen           | 672 385    | 79.75   | 69 294     | 8.22       | 64 376     | 7,63       | 11 723    | 1,39     | 4 808     | 0,57      | 4 577   | 0,54  | 4 249      | 0,50       | 4 543     | 0,54      | 7 152           | 0,54            |
| Oudmourtie                  | 571 623    | 76.23   | 84 981     | 11,33      | 50 859     | 6,78       | 11 518    | 1,54     | 5 142     | 0,69      | 6 188   | 0,83  | 5 301      | 0,71       | 4 958     | 0,66      | 9 308           | 0,66            |
| Oblast d'Oulianovsk         | 477 654    | 74.27   | 94 809     | 14.74      | 40 028     | 6.22       | 7 146     | 1.11     | 3 567     | 0,55      | 4 197   | 0,65  | 4 752      | 0,74       | 3 972     | 0,62      | 7 023           | 0,62            |
| Oblast de Vladimir          | 546 042    | 73,65   | 93 649     | 12.63      | 58 822     | 7,93       | 10 777    | 1,45     | 6 147     | 0,83      | 6 098   | 0,82  | 5 075      | 0,68       | 5 440     | 0,73      | 9 351           | 0,73            |
| Oblast de Volgograd         | 929 541    | 77.55   | 140 708    | 11.74      | 69 909     | 5,83       | 14 403    | 1.20     | 10 242    | 0,85      | 6 851   | 0,57  | 8 116      | 0,68       | 8 040     | 0,67      | 10 850          | 0,67            |
| Oblast de Vologda           | 453 576    | 72.41   | 75 644     | 12.08      | 54 556     | 8.71       | 13 365    | 2.13     | 8 048     | 1,28      | 5 333   | 0,85  | 4 567      | 0,73       | 5 184     | 0,83      | 6 090           | 0,83            |
| Oblast de Voronej           | 952 642    | 78,88   | 136 435    | 11,30      | 64 905     | 5.37       | 13 024    | 1.08     | 7 561     | 0,63      | 7 277   | 0,60  | 8 561      | 0,71       | 7 830     | 0,65      | 9 435           | 0,65            |
| Vote de l'étranger          | 403 306    | 85.02   | 23 871     | 5.03       | 8 224      | 1,73       | 19 203    | 4.05     | 7 433     | 1,57      | 3 079   | 0,65  | 1 439      | 0,30       | 2 010     | 0,42      | 5 801           | 0,42            |
| Iamalie                     | 291 409    | 85.54   | 19 448     | 5,72       | 19 409     | 5,70       | 2 394     | 0,70     | 1 367     | 0,40      | 1 154   | 0,34  | 1 794      | 0,53       | 1 052     | 0,31      | 2 616           | 0,31            |
| Oblast de Iaroslavl         | 472 666    | 71,84   | 85 256     | 12.96      | 49 621     | 7.54       | 15 607    | 2.37     | 11 738    | 1,78      | 6 710   | 1.02  | 4 377      | 0,67       | 5 329     | 0,81      | 6 636           | 0,81            |
| Kraï de Transbaïkalie       | 329 911    | 72.03   | 62 375     | 13.62      | 45 804     | 10,00      | 4 750     | 1.04     | 2 095     | 0,46      | 2 111   | 0,46  | 2 772      | 0,61       | 2 450     | 0,53      | 5 767           | 0,53            |
| Russie                      | 56 430 712 | 76,69   | 8 659 206  | 11,77      | 4 154 985  | 5,65       | 1 238 031 | 1,68     | 769 644   | 1.05      | 556 801 | 0,76  | 499 342    | 0,68       | 479 013   | 0,65      | 791 258         | 1.08            |
|                             |            |         |            |            |            |            |           |          |           |           |         |       |            |            |           |           |                 |                 |
| Source : CEC                |            |         |            |            |            |            |           |          |           |           |         |       |            |            |           |           |                 |                 |

## Analyse et conséquences

### Fraudes et stratagèmes utilisés
Au vu des consignes d'abstention lancées notamment par l'organisation de Navalny, l'enjeu du scrutin n'est pas l'élection de Poutine (il n'a pas de réel adversaire) mais le taux de participation avec lequel il sera élu.
Des observateurs étrangers se rendent en Russie pour suivre les opérations électorales le 18 mars. Selon le ministère russe des Affaires étrangères, l'Organisation pour la sécurité et la coopération en Europe (OSCE) envoie à elle seule environ 500 observateurs. Par  ailleurs l'organisation de Navalny dépèche des observateurs dans plus de 33000 bureaux de vote dans toute la Russie. Des fraudes électorales et des irrégularités ont entaché le scrutin, allant des fortes pressions sur les électeurs pour qu'ils aillent voter jusqu’au bourrage d'urnes dans les bureaux de vote, mais sans que leur ampleur soit facile à évaluer,. Selon le journal d'opposition russe Novaïa Gazeta, des observateurs et militants ont compté les électeurs dans les bureaux de vote de cinq régions russes, en utilisant la vidéo surveillance de la Commission électorale centrale. Le journal conclut que le taux de participation officiel a été falsifié — deux à cinq fois plus élevé que le taux réel.
Au delà de la fraude, les encouragements ont fait partie des stratagèmes utilisés par les autorités afin de gonfler le taux de participation. Des observateurs font état d'électeurs transportés jusqu'au lieu du scrutin par autocars entiers. D'autres signalent des places de concert offertes gratuitement après le vote. Certains décrivent divers moyens pour attirer l'électeur jusqu'au bureau de vote (organisation de tombola, marchés alimentaires à prix réduits, bons de réduction etc.).
Par ailleurs la pression hiérarchique et sociale exercée par le milieu professionnel est à déplorer. Celle-ci est exercée par les employeurs sur les employés, les universités sur leurs étudiants qui incitent les russes à voter sur leur lieu de travail, où la pression est plus forte encore. Certains bureaux de vote distribuent ainsi des « reçus » permettant à l'employeur de contrôler la participation au scrutin. Ainsi, Nikolaï Pankov, vice-ministre de la Défense s'enorgueillit que plus de 98% des militaires et de leurs familles aient participé au vote. Parmi les anomalies constatées, on trouve notamment ces bureaux de vote qui affichent une anomalie statistique avec exactement 85%, 90% ou 95% de votants, et ce sur des millions de suffrages.

### Réactions
En réaction à l'organisation de l'élection en Crimée et à Sébastopol (territoires revendiqués par l'Ukraine), le gouvernement ukrainien empêche le déroulement du scrutin le 16 mars dans les consulats et ambassades russes situés sur son sol.
Le sénateur John McCain a fustigé Donald Trump pour avoir félicité Vladimir Poutine après son élection en dépit d'un mémo de la « National Security Team » où il était écrit en lettres capitales « DO NOT CONGRATULATE ». Le sénateur a notamment déclaré qu'« un président américain ne guide pas le monde libre en félicitant des dictateurs pour avoir gagné une élection qui est une imposture ».